# Meylan
Pour les articles homonymes, voir Meylan (homonymie).
Meylan est une commune française située dans le département de l'Isère en région Auvergne-Rhône-Alpes.
La commune, qui se situe à l'est de Grenoble, fait partie de la métropole Grenoble-Alpes Métropole plus communément appelée « La Métro ».
Meylan est connue pour abriter une partie du parc technologique Inovallée. Ses habitants sont appelés les Meylanais et les Meylanaises.

## Géographie

### Situation et description

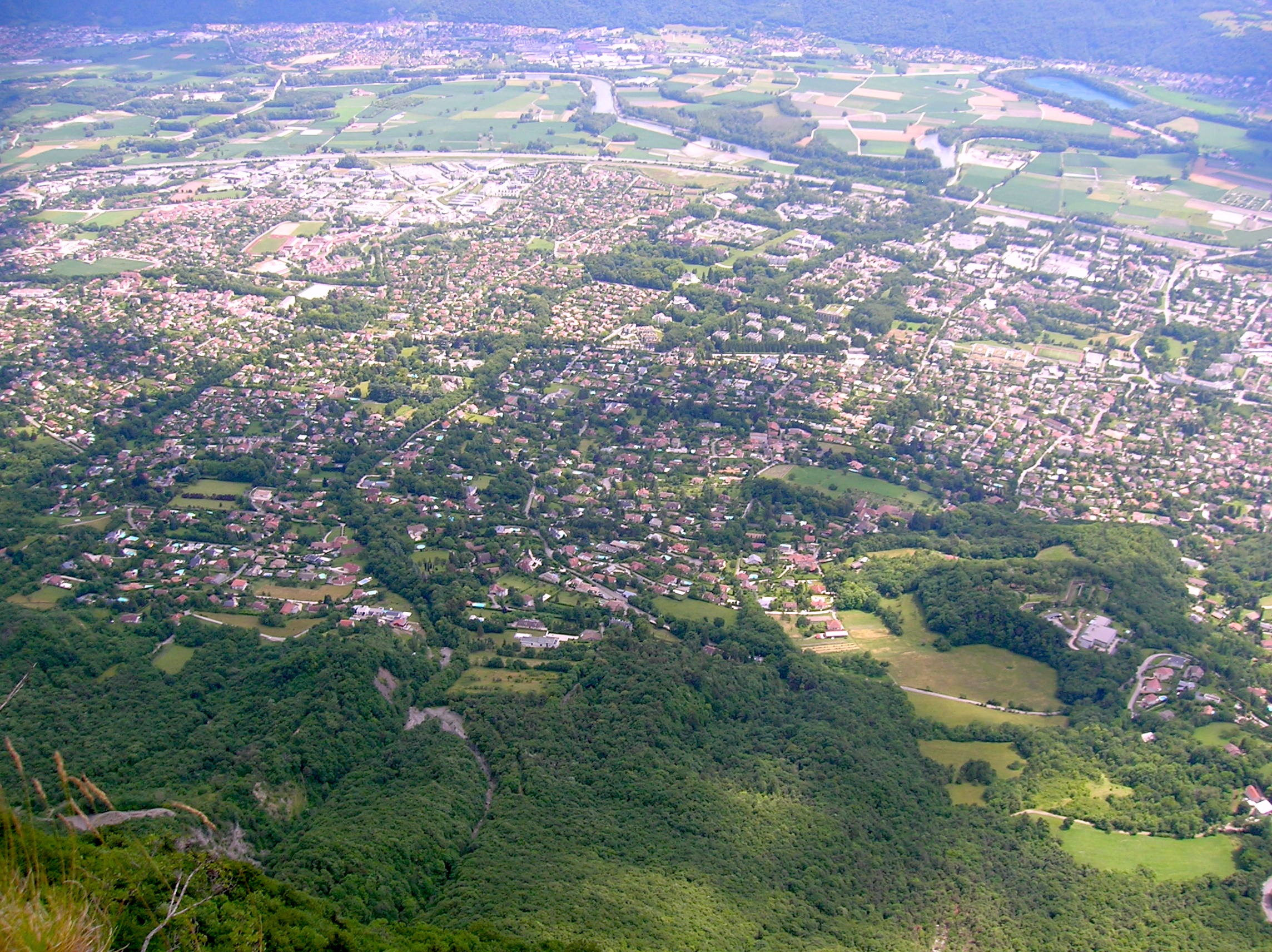
Meylan (à droite) et Montbonnot-Saint-Martin (à gauche) vues depuis le fort du Saint-Eynard.

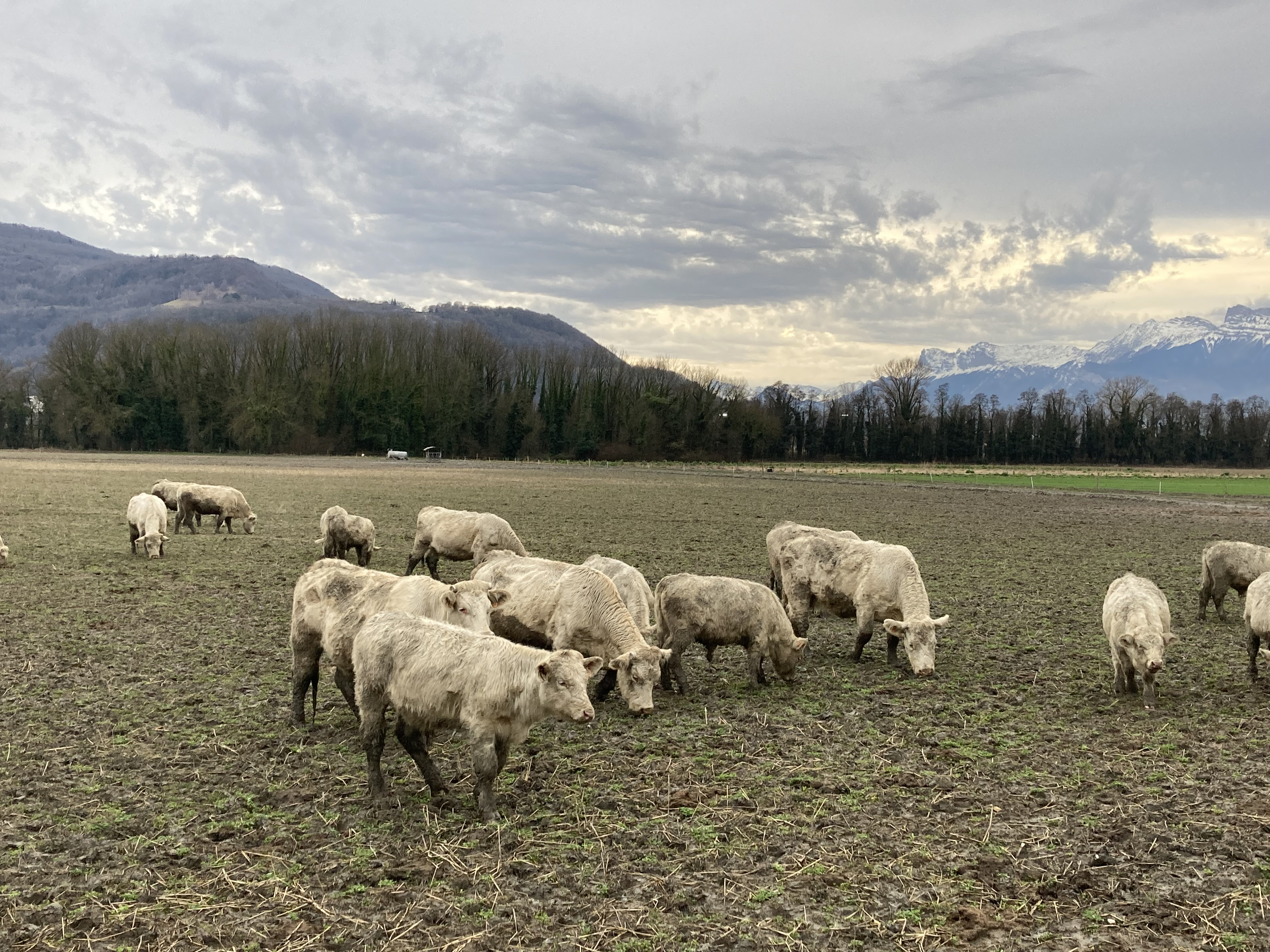
Vaches dans la boucle de la Taillat.

Meylan est une ville de l'agglomération grenobloise située dans la vallée du Grésivaudan. Sur les contreforts du massif de la Chartreuse, dominée par le mont Saint-Eynard, elle fait face au massif de Belledonne. Le bas de la commune est bordé par l'Isère et notamment la boucle de la Taillat, un espace naturel sensible.
La superficie de la commune est de 1 232 hectares.

### Géologie
La plaine de l’Isère, basse, assez large et relativement plate, résulte du passage des glaciers du quaternaire et de la fonte du lac post-glaciaire qui a laissé une épaisseur très importante d’alluvions accumulé au fil du temps.

### Communes limitrophes
| Corenc               | Le Sappey-en-Chartreuse | Biviers                 |
| Corenc La Tronche    | Meylan                  | Montbonnot-Saint-Martin |
| Saint-Martin-d'Hères | Gières                  | Domène Murianette       |

Voici ci-dessous une carte représentant le découpage territorial des communes limitrophes :

### Climat
Pour des articles plus généraux, voir Climat d'Auvergne-Rhône-Alpes et Climat de l'Isère.
En 2010, le climat de la commune est de type climat océanique altéré, selon une étude du Centre national de la recherche scientifique s'appuyant sur une série de données couvrant la période 1971-2000. En 2020, Météo-France publie une typologie des climats de la France métropolitaine dans laquelle la commune est exposée à un climat de montagne ou de marges de montagne et est dans la région climatique Alpes du nord, caractérisée par une pluviométrie annuelle de 1 200 à 1 500 mm, irrégulièrement répartie en été.
Pour la période 1971-2000, la température annuelle moyenne est de 11,6 °C, avec une amplitude thermique annuelle de 19,3 °C. Le cumul annuel moyen de précipitations est de 952 mm, avec 9,2 jours de précipitations en janvier et 7,1 jours en juillet. Pour la période 1991-2020, la température moyenne annuelle observée sur la station météorologique de Météo-France la plus proche, « Grenoble - Lvd », sur la commune du Versoud à 7 km à vol d'oiseau, est de 12,6 °C et le cumul annuel moyen de précipitations est de 981,1 mm,. Pour l'avenir, les paramètres climatiques de la commune estimés pour 2050 selon différents scénarios d'émission de gaz à effet de serre sont consultables sur un site dédié publié par Météo-France en novembre 2022.
| Mois                                  | jan.           | fév.           | mars          | avril         | mai           | juin          | jui.          | août          | sep.          | oct.          | nov.           | déc.           | année      |
| ------------------------------------- | -------------- | -------------- | ------------- | ------------- | ------------- | ------------- | ------------- | ------------- | ------------- | ------------- | -------------- | -------------- | ---------- |
| Température minimale moyenne (°C)     | −1,3           | −0,3           | 2,8           | 6,4           | 10,3          | 14            | 15,3          | 14,9          | 11,7          | 8             | 3              | −0,5           | 7          |
| Température moyenne (°C)              | 2,8            | 4,6            | 8,8           | 12,7          | 16,4          | 20,5          | 21,9          | 21,4          | 17,7          | 13,3          | 7,2            | 3,3            | 12,6       |
| Température maximale moyenne (°C)     | 6,8            | 9,5            | 14,7          | 19,1          | 22,5          | 26,9          | 28,6          | 27,8          | 23,8          | 18,7          | 11,5           | 7,2            | 18,1       |
| Record de froid (°C) date du record   | −16,6 11.01.10 | −12,9 05.02.12 | −8,7 01.03.05 | −3,4 08.04.21 | 0,8 07.05.19  | 3,7 01.06.06  | 7,6 13.07.00  | 7,2 31.08.06  | 2,8 26.09.02  | −3,6 26.10.03 | −10,7 27.11.05 | −14,4 20.12.09 | −16,6 2010 |
| Record de chaleur (°C) date du record | 19,2 08.01.11  | 22,5 07.02.01  | 27,7 24.03.01 | 31,1 28.04.12 | 34,9 24.05.09 | 37,1 28.06.19 | 38,8 31.07.20 | 39,5 13.08.03 | 33,8 10.09.23 | 30,9 26.10.06 | 22,9 14.11.10  | 21,5 07.12.00  | 39,5 2003  |
| Précipitations (mm)                   | 77,1           | 58,9           | 77,8          | 70,7          | 99            | 81,4          | 76,8          | 92,1          | 75,2          | 92,3          | 95,3           | 84,5           | 981,1      |

### Hydrographie
Le principal cours d'eau de la commune est l'Isère, rivière longue de 286 km, dont le bassin versant représente 10 800 km2, borde l'est du territoire communal. Cet affluent du Rhône est au milieu de son parcours lors de son passage en bordure orientale de la commune.

### Voies de communication

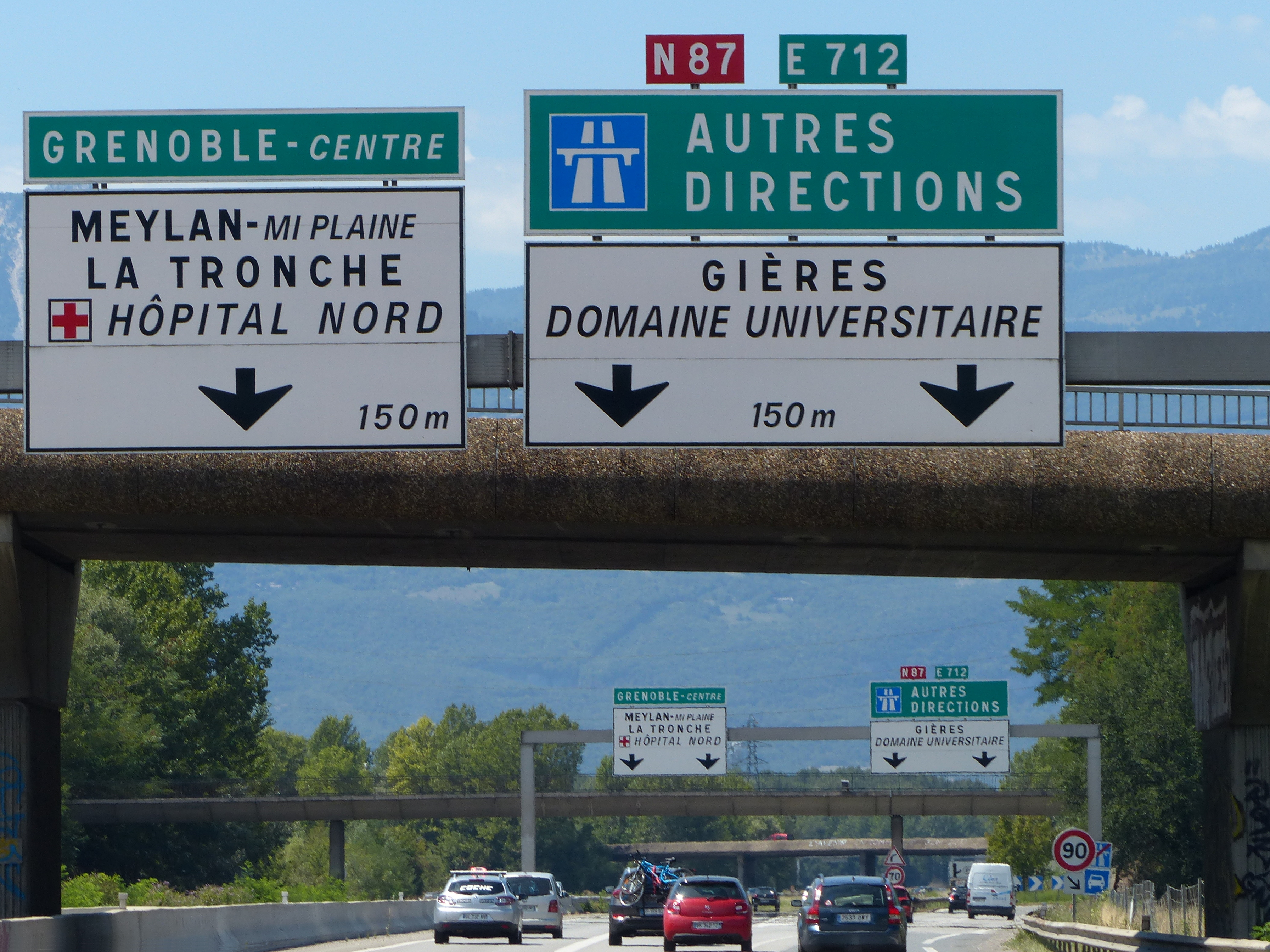
Panneau de l'échangeur entre la rocade et l'autoroute à Meylan

Le territoire de la commune de Meylan est traversé par deux voies à grande circulation, l'autoroute A 41 qui débute sur son territoire et l'ancienne route nationale 90 reclassée en RD1090.
La rocade sud de Grenoble se détache de l'autoroute A41 à l'entrée du territoire de Meylan. Celle-ci contourne la ville de Grenoble pour ensuite réjoindre l'autouroute A51 à l'échangeur du Rondeau.
- échangeur : A41 / Meylan Z.I. MI-Plaine / Grenoble - Île Verte / Hôpital nord de Grenoble

### Transports
Meylan est une commune appartenant au réseau TAG, aussi appelé depuis septembre 2024, M réso. Principalement desservie par la ligne C1 des bus Chrono, Meylan est également desservie par les deux autres niveaux des lignes de bus de Grenoble, comme les lignes 13, 16 et 80 des bus Proximo et les lignes 41 et 42 des bus Flexo.

## Urbanisme

### Typologie
Au 1er janvier 2024, Meylan est catégorisée grand centre urbain, selon la nouvelle grille communale de densité à sept niveaux définie par l'Insee en 2022.
Elle appartient à l'unité urbaine de Grenoble, une agglomération intra-départementale regroupant 38  communes, dont elle est une commune de la banlieue,,. Par ailleurs la commune fait partie de l'aire d'attraction de Grenoble, dont elle est une commune du pôle principal,. Cette aire, qui regroupe 204 communes, est catégorisée dans les aires de 700 000 habitants ou plus (hors Paris),.

### Occupation des sols
L'occupation des sols de la commune, telle qu'elle ressort de la base de données européenne d’occupation biophysique des sols Corine Land Cover (CLC), est marquée par l'importance des territoires artificialisés (54,6 % en 2018), en augmentation par rapport à 1990 (52,9 %). La répartition détaillée en 2018 est la suivante : 
zones urbanisées (37,4 %), terres arables (18,4 %), zones industrielles ou commerciales et réseaux de communication (12,4 %), forêts (9,5 %), zones agricoles hétérogènes (6,9 %), eaux continentales (6 %), espaces verts artificialisés, non agricoles (4,8 %), cultures permanentes (2,4 %), espaces ouverts, sans ou avec peu de végétation (2,3 %). L'évolution de l’occupation des sols de la commune et de ses infrastructures peut être observée sur les différentes représentations cartographiques du territoire : la carte de Cassini (XVIIIe siècle), la carte d'état-major (1820-1866) et les cartes ou photos aériennes de l'IGN pour la période actuelle (1950 à aujourd'hui).

### Risques naturels et technologiques

#### Risques sismiques
L'intégralité du territoire de Meylan est située en zone de sismicité no 4, comme l'ensemble des communes de l'agglomération grenobloise.
| Type de zone | Niveau            | Définitions (bâtiment à risque normal) |
| ------------ | ----------------- | -------------------------------------- |
| Zone 4       | Sismicité moyenne | accélération = 1,6 m/s2                |

#### Risques d'inondation
La commune est concernée par le PPRI Isère amont, avec 28 autres communes situé dans la vallées de l'Isère en amont de Grenoble. Ce PPRI est établi en application des articles L.562-1 à L.562-9 du Code de l’environnement et qui affiche le risque d’inondation de l'Isère, calculé avec le débit de la plus forte crue connue (crue historique de 1859), considérée comme la crue de référence bi-centennale.

### Quartiers
- Le quartier des Ayguinards se situe dans la partie basse de la ville. Il a été rapidement urbanisé. Les premiers équipements culturels de Meylan y ont été réalisés : l'Hexagone, une piscine, un gymnase, un point d'accueil pour les jeunes... Le quartier est notamment réputé pour le marché qui a lieu sur la place principale du quartier. Il contient notamment la rue des Aiguinards dans laquelle se situe l'espace scolaire Mi-Plaine (maternel et primaire) et la rue des Peupliers dans laquelle se trouve le collège Lionel Terray mais aussi la rue Champs-Rochas qui relie ce quartier à celui de la Plaine Fleurie. L'étymologie du nom inciterait à écrire Ayguinards (les eaux noires) en référence aux anciens marais qui existaient dans ce quartier au XVIIIe siècle.
- À l'est de la commune, le quartier des Béalières a été réalisé au début des années 1980. Par la volonté de la municipalité, une large démarche de concertation a été engagée entre les Meylanais de l'époque, ceux qui voulaient venir habiter ce quartier, les architectes, les promoteurs et les élus pour concevoir ce quartier. Conçu pour être un quartier piétons où la voiture est tolérée, ce quartier fut l'avant-garde des « éco-quartiers » qui font référence aujourd'hui. C'est la campagne à la ville, une ambiance de village  et le royaume des enfants qui peuvent circuler en toute sécurité. Dans cet habitat novateur, nombreuses sont présentes les références au passé des lieux par la préservation de la nature ou par les noms donnés aux rues en lien avec la culture du chanvre ou aux plantes, inscrivant ce quartier dans la continuité historique de Meylan. Les parcs de Maupertuis et du Bruchet l'encadrent et contribuent à une qualité de vie reconnue. Nombreux sont les visiteurs venus de loin pour s'en inspirer ou pour avoir l'envie soudaine de venir s'y installer. Le quartier des Béalières possède depuis novembre 2021 son marché bio tous les jeudis après-midi sur la place des Tuileaux.
- Le quartier Bérivière abonde en ce qui est des chemins piétons, la mairie a beaucoup fait pour que la marche soit favorisée. Le quartier fut construit vers 1980, il est situé à l'est de la commune de Meylan et jouxte ainsi avec Monbonnot.
- Le quartier des Buclos est situé près du cimetière et se caractérise par sa place commerciale, son collège, son gymnase et son stade d'athlétisme. Buclos signifie historiquement "l'enclos des bœufs".

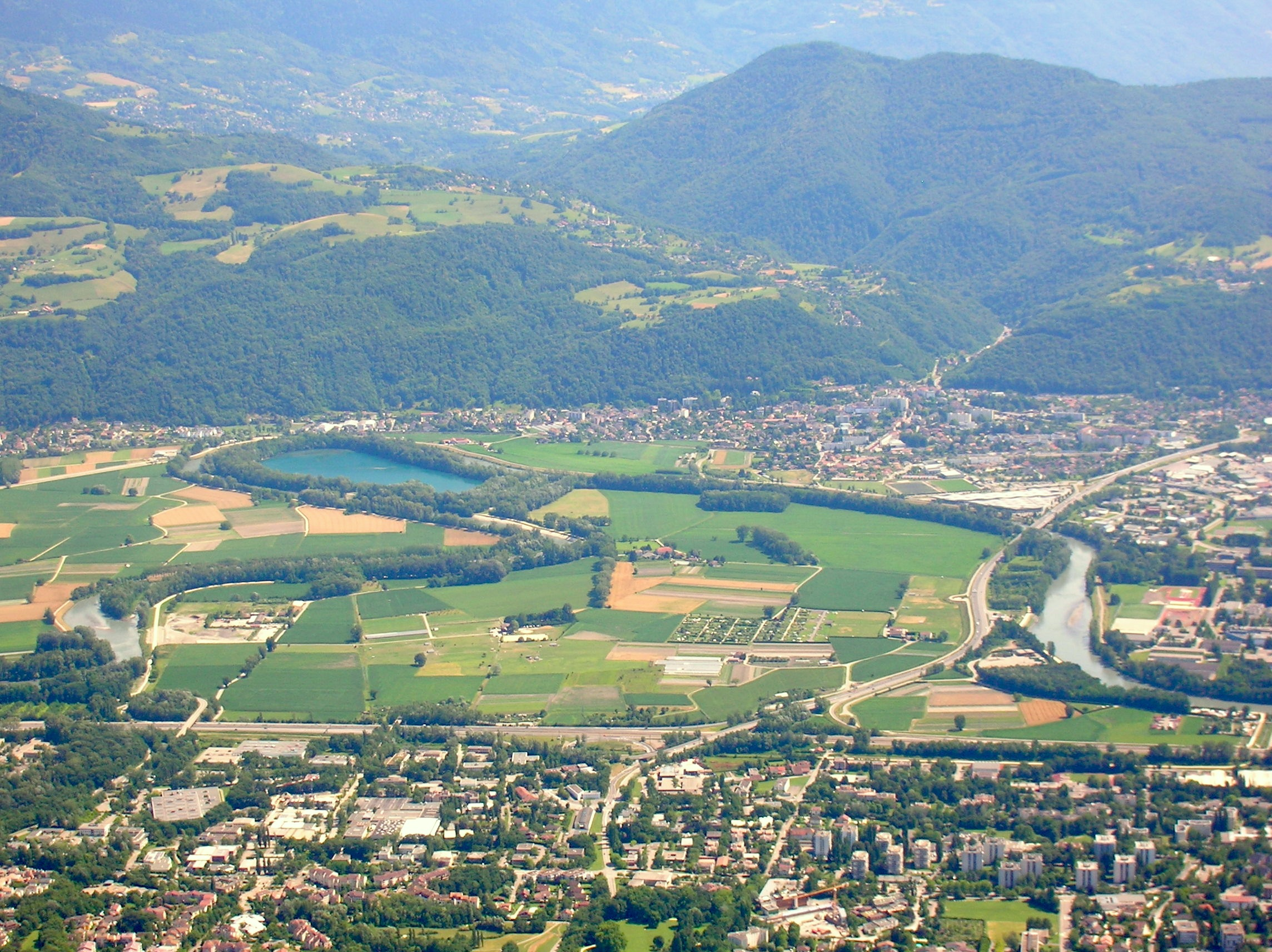
Le plan d'eau de la Boucle de la Taillat, dans un méandre de l'Isère, vu depuis le fort du Saint-Eynard.

- Proche de l'Isère dont il est protégé par la plaine de la Taillat, le quartier du Charlaix était anciennement constitué de terrains agricoles. Les fermes qui exploitaient ces terres sont encore visibles, bien que de nombreuses villas aient été élevées depuis les années 1990. Délimité par les torrents de Jaillières et du Gamond, le Charlaix a conservé un aspect champêtre, avec une nature omniprésente. Nombreux sont les canards et hérons qui profitent des ruisseaux peuplés de grenouilles et de poissons. L'ancien moulin du Charlaix a été établi afin de travailler le chanvre, principale ressource du quartier voisin des Béalières. Des chemins piétons permettent de se déplacer dans le quartier et de rejoindre facilement l'école de Maupertuis. Des pistes cyclables permettent de rendre rapidement aux collèges, lycée, mairie ou marchés de la ville. L'aménagement récent de l'est du Charlaix en une vaste zone verte permettant de recueillir les eaux des torrents du Saint-Eynard devrait renforcer l'image d'un quartier où habitants et nature cohabitent. En 1995, un cimetière paysager est créé par le paysagiste Jean-Marie Verdonck qui a voulu créer à la fois un cimetière mais également un parc aux allées de promenade en béton blanc, agrémentées de rosiers grimpants sur des tonnelles blanches. L'entrée se veut contemplative par l'absence de toute tombe. Les premières tombes traditionnelles se découvrent derrière des haies vives, mélange de feuillus, après avoir traversé l'espace de verdure central. Un gymnase moderne a été construit tout à l'est du quartier, à proximité de la zone industrielle, qui relie le quartier à la commune de Montbonnot-Saint-Martin.
- Le quartier Grand-Pré jouxtant le quartier des Buclos est urbanisé à partir des années 1970 en devenant centre administratif (mairie, poste, gendarmerie…) et commercial. La faculté de pharmacie se trouve dans ce quartier. En outre, on y trouve la maison de la musique, la maison cantonale de personnes âgées et la piscine couverte. Grand Pré est animé d'une riche vie de quartier (carnaval en février, fête des fleurs en mai, nombreux cirques…). L'union de quartier, propose entre autres activités, la possibilité de combiner l'art de la patience et l'art du jardinage au sein de l'activité "jardins familiaux" (art de la patience car la liste d'attente est longue) qui est exercée sur une parcelle mise à disposition par la faculté de pharmacie par le truchement de la commune.
- Le Haut-Meylan est le quartier le plus haut de Meylan. Délimité en bas par la route nationale 90 et en haut par les pierriers du Saint-Eynard, on y trouve deux anciens quartiers : le quartier du Haut-Meylan proprement dit (où l'on trouve l'ancienne mairie et la bibliothèque municipale) et le quartier de la Bâtie (au niveau de l'église Saint-Victor et du cimetière de Meylan). Ce sont en réalité deux anciens villages qui ont formé Meylan en se regroupant avec deux autres villages du bas Meylan. Le quartier abrite un espace vert, le Clos des Capucins, mais surtout le château de Rochasson, espace animalier très agréable à visiter du fait de son grand espace découvert permettant de combiner promenade pédestre et contemplation de nombreuses espèces d'animaux. On retrouve le lycée du Grésivaudan en bas du quartier, également à cheval sur le quartier des Béalières.
- L'Île d'amour[17] est un parc arboré situé sur les rives de l'Isère. Les pelouses ombragées peuvent y abriter les pique-niqueurs, les promeneurs de la pause de midi, les adeptes du vélo, de la course à pied ou de la flânerie. Un terrain de baseball et un parcours sportif sont à disposition du public. La passerelle de Meylan permet aux piétons et cyclistes d'accéder au campus de Grenoble sur l'autre rive.
- Le quartier Maupertuis est le plus récent de Meylan. Il résulte de l'aménagement urbanistique au début des années 1990 de l'ancien parc du château de Maupertuis - le château de Saint-Mury - qui appartenait à une ancienne famille dauphinoise. À proximité du château le parc des Étangs est un jardin d'eau ouvert au public en permanence[18] (il comporte deux plans d'eau et une faune attrayante).
- La plaine fleurie. Le parc des Ombrages, situé le long du chemin de la Carronnerie, à proximité de l'EHPAD, ouvert au public depuis 2009. D'une conception orthogonale, il permet aux personnes à mobilité réduite de rejoindre à travers ses chemins bétonnés, l'avenue du Grésivaudan et l'arrêt bus accessible, notamment depuis l'entrée du Centre théologique de Meylan. La préservation de l'espace boisé et le renforcement des alignements d'arbres confèrent à ce lieu une promenade très appréciée des personnes âgées notamment, et certainement des plus jeunes, car des espaces différents permettront à chacun de cohabiter en toute quiétude. Un chemin bétonné permet de passer de la Plaine Fleurie au quartier Doyen-Gosse à La Tronche, via une promenade au milieu des arbres et des bambous. On y retrouve un second parc, celui des Léchères, abritant notamment un espace de jeux en plein air destiné à la petite enfance et un petit bois chaleureux. Le stade de football du parc est lui fréquemment utilisé par les jeunes habitant cette jolie propriété privée. De cette avenue, les piétons pourront par ailleurs, admirer le village de Corenc, ancré dans le massif montagneux. Le quartier en lui-même est pratique de par ses nombreux commerces et son emplacement. En effet, il se trouve tout près du centre commercial Carrefour, et non loin de la gare de tramway du Grand Sablon qui propose un accès rapide à l'hôpital Michallon et au centre-ville de Grenoble.
- Le quartier de la Revirée, tout proche de celui des Aiguinards, se caractérise par deux aspects : on y retrouve le magasin Paquet Jardin, et le collège Lionel-Terray. Il contient également une petite place où l'on retrouve des commerces divers et variés. Enfin, il possède un gymnase et des courts de tennis extérieurs gérés par la mairie.

## Toponymie

### Meylan
Meylan est attesté sous la forme Meyolanum au XIe siècle; de Mediolano vers 1101; Meyolans au XIIIe siècle.
Il s'agit du type toponymique gaulois Mediolanum, (autrement Mediolanon) qui signifie « plaine du milieu » ou « plaine médiane ». Il y a homonymie avec les nombreux Mâlain (Côte-d'Or, Mediolanum 1075); Méolans (Alpes-de-Haute-Provence, de Meolano 1126); Moislains (Somme, Mediolana 673); Molain (Jura, Mediolanum 1029); Moliens (Oise, Mediolanas 867), etc.,, 42 lieux de ce type d'après Holder.
C'est un composé du gaulois medios « du milieu, central » (cf. vieil irlandais mide « centre milieu », vieux breton med, met « milieu ») et lano- « plein » (et « plaine » ?). Lano- (lanon, lanum) a été comparé au latin plānus « plaine », à cause de la perte du p- initial indo-européen dans les langues celtiques, mais cette comparaison est sans doute erronée. Lanon est probablement un cognat, dans les Langues celtiques insulaires du vieil irlandais lán, du gallois llawn et du breton leun qui signifient « plein », Mediolanon pourrait alors signifier « plein-centre, centre sacré » ou « sanctuaire central », le sens de « milieu de la plaine » ou « plaine du milieu » n'est pas à retenir, puisque le type toponymique Mediolanum se réfère souvent à des lieux excentrés, retirés, parfois même situés sur des hauteurs. Il doit avoir une connotation religieuse ou mythique qui nous échappe, c'est manifestement un terme de géographie sacrée, sans doute comparable au germanique *media-gardaz « enclos du milieu », d'où le miðgarð de la mythologie nordique et le midjun-gards « monde » du gotique.

### Microtoponymie
Cette liste, non exhaustive, indique l'origine probable du nom des hameaux et lieux-dits.
Une grande ferme gallo-romaine s’étendait sur la rive droite de l’Isère, des berges de l’Isère à La Tronche au Manival à Saint-Ismier, et couvrait une partie des six communes actuelles de La Tronche, Corenc, Meylan, Biviers, Montbonnot, Saint-Ismier. On peut dater sa création au IIe siècle, et sa fin au  VIe siècle avec la chute du royaume Burgonde. La présence d'une occupation à l'époque romaine de ces terres agricoles est attestée par la découverte d'un cippe en marbre au pied du Saint-Eynard (conservé au musée dauphinois.
Le classement du nom des lieux-dits et quartiers de Meylan peut se faire en référence à cette ferme.
- Bizenon :  domaine du gaulois Bisius (Bisius + appellatif dunum : domaine sur la hauteur)[réf. nécessaire].
- Montlivet : peut-être mont + l’ivet « petit if »[réf. nécessaire]
- Jaillere : le long du ruisseau de même nom.
- La Ville : nom roman d'un domaine rural[réf. nécessaire]
- Les Villauds :  forme romane dérivé de ville[réf. nécessaire]
- Le Village : peut-être sur l’emplacement de l’oppidum gaulois de l’Olonna aujourd'hui disparu[réf. nécessaire].

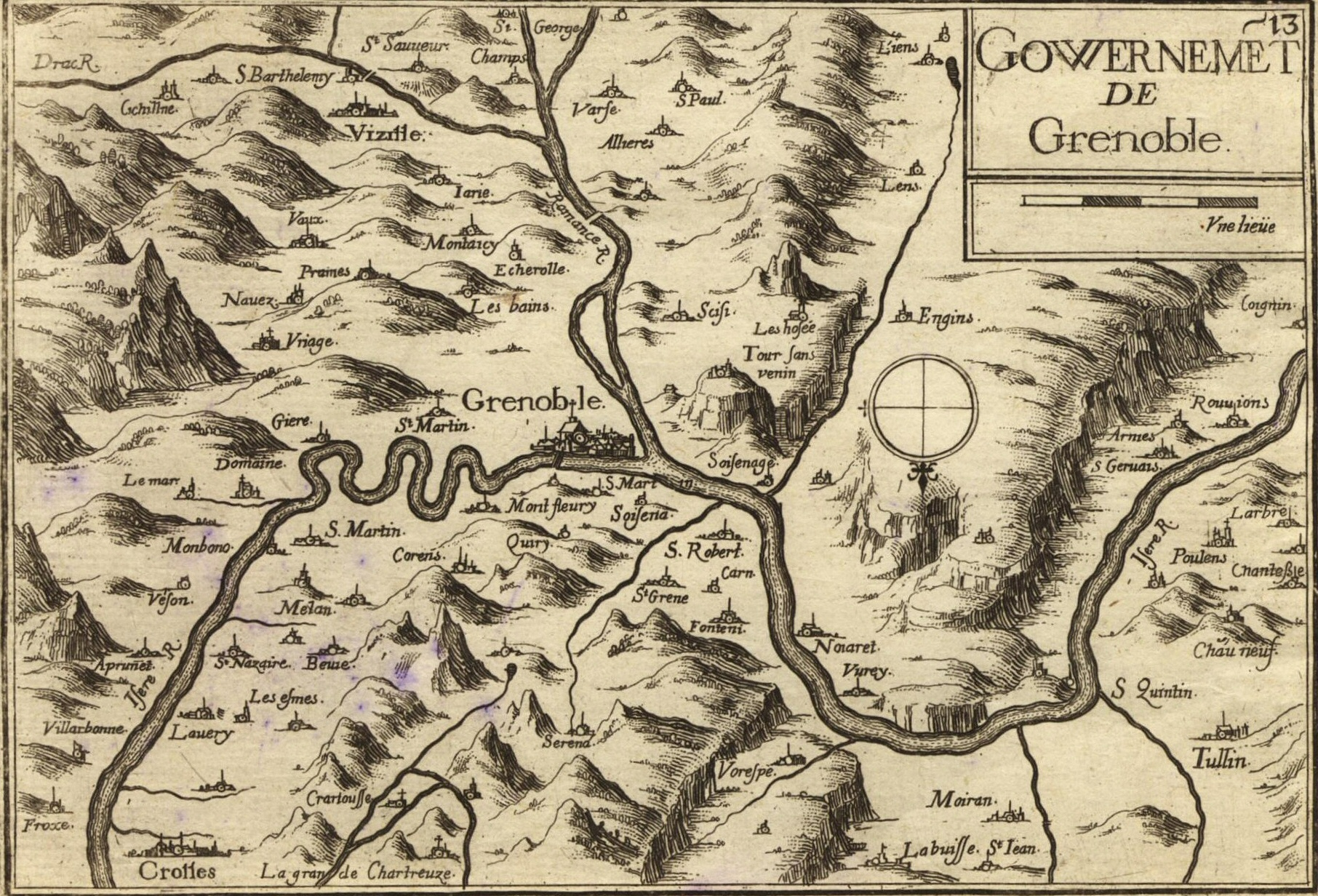
Meylan (alors orthographié Mélan) et la région de Grenoble vers 1638.

- La Cour représente la cour de ferme. Dans cette zone qui se situe vers le quartier de la Plaine-Fleurie actuel devait se trouver une exploitation agricole. On retrouve ce nom dans la rue Champ de la cour[réf. nécessaire].

Des domaines ont été créés à l'extérieur de la grande ferme gallo-romaine dans le Bas Meylan dans les zones fertiles situées entre l'Ile d'Amour et la boucle de l'Isère de la Taillat.
- Civerin : de severinum. C'est le domaine de Severus[réf. nécessaire].
- Pressan : C'est le domaine d'un homme au nom latin Priscius.[réf. nécessaire]
- Mallettes (Les)
- Le Bret : Le Breton[réf. nécessaire]

#### Les zones de culture
- Le Grand Champ, zone de culture et de maraichage de la ferme, situé sous la ville
- Le Champ Chamond, dans la boucle de l'Isère.
- Champ Noyaret : le noyer[réf. nécessaire]. Les noyers étaient cultivés  pour leur huile.

#### Les zones d'élevage
- Grand Pré : zone d'élevage de la ferme
- Pré Mayen (En limite de Montbonnot).
- Pré d'Elle

7- Les zones boisées.
- Bauches (Les) : Zone située entre l'autoroute et la boucle de la Taillat.
- Bérivière
- Bruchet (Parc)
- Buclos = de bu = bois + "clos" = clôture. C'est le bois clos. Il semble que ce lieu-dit était situé un peu plus à l'est que le quartier actuel des Buclos.[réf. nécessaire]
- Serve  = du latin silva qui donne selon les lieux ou les transcriptions silve, selve ou serve. C'est une zone boisée. À l'emplacement de la fac de pharmacie.
- Taillat (La) = du latin taliare qui désigne soit une zone de taillis, soit une zone de défrichement de la forêt. Zone située dans une boucle de l'Isère.

### Autres toponymes
- Aiguinards : Certaines cartes montrent qu'un ruisseau du nom d'Aiguinards traversait ce quartier[réf. nécessaire].
- Bealieres : Le béal est un canal qui a deux utilisations, le drainage des zones humides ou l'amenée d'eau à des exploitations manufacturières (ex-moulin)[réf. nécessaire].
- Charlaix : Situé dans le bas Meylan entre les ruisseaux de Jaillere et du Gamont).
- La Revirée : Ce nom provient d’un lieu situé sur la commune de Corenc. Ce lieu a donné son nom au chemin de la Revirée situé sur Corenc. Plus tard, le chemin du Capot sur Meylan situé dans le prolongement du chemin de la Revirée prit aussi le nom de Revirée. Le mot Revirée signale le lieu où le ruisseau en provenance de la fontaine des Eymards fait son unique changement de direction. Après ce revirement le ruisseau de la Revirée poursuit sa route en ligne droite jusqu’à l’Isère.
- Bachais (Parc) = cf. "haut-provençal" bacon = auge, cuvette. Zone plus ou moins marécageuse qui retient l'eau[réf. nécessaire].
- Bâtie (La) : représente ce qui est bâti. Le mot désigne aussi au XIIe siècle la maison forte (cf. bastida en occitan). À Meylan il y a eu deux Bâties, les deux étaient situées sur les hauteurs de Meylan.

On peut noter que le domaine de la Batie-Meylan a pris le nom de Château Corbeau, en souvenir de son dernier seigneur, Antoine de Corbeau, capitaine de cavalerie, mort en 1785.
Des ruines du château sont encore visibles.
- Maupertuis de Mau- « mal » + pertuis. C'est le mauvais passage, la mauvaise porte, le mauvais col.
- Malacare : de malum mauvais + car la voie, charrière en ancien provençal (formulation à clarifier, qui suggère sans le dire un transfert à partir d'une autre langue : en franco-provençal, ca- ne saurait provenir de  ca- latin, mais éventuellement de qua-; donc, sauf certitude d'un transfert, le sens "voie charrière" ou "mauvais chemin" est douteux). C'est le mauvais chemin. Zone située entre Corenc et le clos des Capucins.

## Histoire
Village rural médiéval du Grésivaudan, Meylan fut le siège d’une église paroissiale qui regroupait quatre communautés d’environ trois cents âmes (Saint-Mury, la Bâtie, le Bouquéron et Meylan). Le mode de vie étant essentiellement agricole tourné autour de la culture des céréales des vignes mais également du chanvre.

## Politique et administration

### Tendances politiques et résultats
|                                           | 1er score | 1er score                                         | 2e score | 2e score                                         | Participation |
| Élections municipales de 2020             |           | 53,86 % pour Philippe Cardin (DVG)                |          | 46,14 % pour Joëlle Hours (LREM)                 | 48,11 %       |
| Élections départementales de 2021         |           | 54,55 % pour Franck Benhamou et Joëlle Hours (UC) |          | 45,45 % pour Nicolas Retour et Agnès Rolin (UGE) | 39,29 %       |
| Élections régionales de 2021              |           | 48,10 % pour Laurent Wauquiez (UD)                |          | 45,64 % pour Fabienne Grebert (UG)               | 39,14 %       |
| Élections européennes de 2019             |           | 35,75 % pour Nathalie Loiseau (LREM)              |          | 17,44 % pour Yannick Jadot (EELV)                | 58,23 %       |
| Élections législatives de 2022            |           | 66,29 % pour Olivier Véran (ENS)                  |          | 33,71 % pour Salomé Robin (NUP)                  | 57,13 %       |
| Élection présidentielle de 2022           |           | 76,94 % pour Emmanuel Macron (LREM)               |          | 23,06 % pour Marine Le Pen (RN)                  | 78,12 %       |
| Élections législatives françaises de 2024 |           | 47,55 % pour Olivier Véran (ENS)                  |          | 32,42 % pour Hugo Prevost (NFP)                  | 75,08 %       |

### Intercommunalité
Meylan est chef-lieu du canton de Meylan et membre de la métropole Grenoble-Alpes Métropole.

### Jumelages
La commune est jumelée avec :
- Didcot (Royaume-Uni) depuis 1999[25] ;
- Gonzales (États-Unis) depuis 1986[25],[26] ;
- Planegg (Allemagne) depuis 1988[25].

Le jumelage entre ces trois villes et Meylan est entretenu par une association loi de 1901, le Comité de jumelage de Meylan créé le 19 mars 1985.

## Population et société

### Démographie
L'évolution du nombre d'habitants est connue à travers les recensements de la population effectués dans la commune depuis 1793. Pour les communes de plus de 10 000 habitants les recensements ont lieu chaque année à la suite d'une enquête par sondage auprès d'un échantillon d'adresses représentant 8 % de leurs logements, contrairement aux autres communes qui ont un recensement réel tous les cinq ans,.

En 2022, la commune comptait 18 790 habitants, en évolution de +9,79 % par rapport à 2016 (Isère : +3,07 %, France hors Mayotte : +2,11 %).
| 1793 | 1800  | 1806 | 1821  | 1831  | 1836  | 1841  | 1846  | 1851  |
| ---- | ----- | ---- | ----- | ----- | ----- | ----- | ----- | ----- |
| 937  | 1 074 | 978  | 1 002 | 1 117 | 1 211 | 1 179 | 1 169 | 1 097 |

| 1856  | 1861  | 1866  | 1872  | 1876  | 1881  | 1886  | 1891 | 1896 |
| ----- | ----- | ----- | ----- | ----- | ----- | ----- | ---- | ---- |
| 1 072 | 1 049 | 1 094 | 1 118 | 1 082 | 1 015 | 1 014 | 905  | 930  |

| 1901 | 1906 | 1911 | 1921 | 1926 | 1931  | 1936  | 1946  | 1954  |
| ---- | ---- | ---- | ---- | ---- | ----- | ----- | ----- | ----- |
| 874  | 879  | 911  | 934  | 950  | 1 021 | 1 129 | 1 236 | 1 717 |

| 1962  | 1968  | 1975   | 1982   | 1990   | 1999   | 2006   | 2011   | 2016   |
| ----- | ----- | ------ | ------ | ------ | ------ | ------ | ------ | ------ |
| 3 113 | 6 534 | 12 122 | 14 561 | 17 863 | 18 741 | 17 460 | 17 772 | 17 115 |

| 2021   | 2022   | - | - | - | - | - | - | - |
| ------ | ------ | - | - | - | - | - | - | - |
| 18 573 | 18 790 | - | - | - | - | - | - | - |

### Enseignement

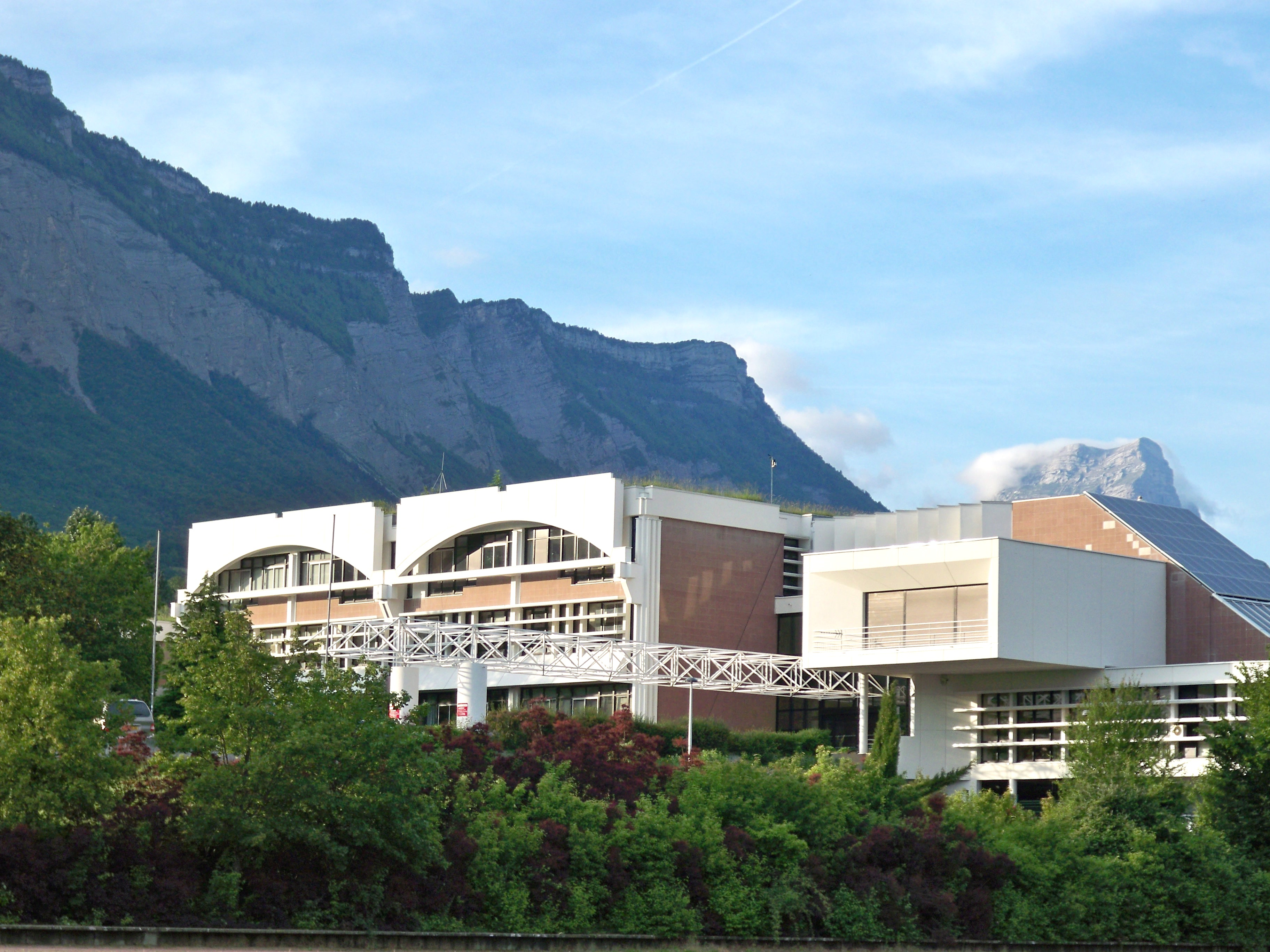
Lycée du Grésivaudan.

La commune qui est rattachée à l'académie de Grenoble compte :
- cinq écoles maternelles : Béalières, Grand-Pré, Haut-Meylan, Maupertuis et Mi-Plaine (l'école maternelle des Buclos a fermé en 2009).
- cinq écoles élémentaires : Béalières, Grand-Pré, Haut-Meylan, Maupertuis et Mi-Plaine (l'école élémentaire des Buclos a fermé en 2009).
- deux collèges : le collège Lionel-Terray[31] qui se trouve dans le quartier des Ayguinards-Revirée, et le collège des Buclos[32].
- un lycée : le lycée du Grésivaudan  (LGM), construit en 1987 au niveau du grand rond-point du Grésivaudan.

Mais la commune compte aussi un établissement privé hors contrat catholique rattaché à la Fraternité Sacerdotale Saint-Pie X : L'école maternelle et primaire Saint Pierre-Julien EYMARD

### Médias
Historiquement, le quotidien à grand tirage Le Dauphiné libéré consacre, chaque jour, y compris le dimanche, dans son édition de Grenoble, un ou plusieurs articles à l'actualité du canton, de la communauté de communes et quelquefois de la commune, ainsi que des informations sur les éventuelles manifestations locales, les travaux routiers, et autres événements divers à caractère local.
La commune est située sur l'aire de diffusion de radio Ici Isère, une radio publique qui émet sur tout le territoire du département de l'Isère.

### Cultes

#### Culte catholique
La communauté catholique et les églises de Meylan (dont l'église paroissiale Saint-Victor, propriété de la commune) dépendent de la paroisse Saint-Matthieu du Saint-Eynard, laquelle est rattachée au diocèse de Grenoble-Vienne. Le Centre Théologique de Meylan (CTM) se situe sur l'emplacement de l'ancien Grand séminaire.

### Sports
De nombreux clubs sportifs sont situés à Meylan, dont :
- Le Meylan Bando-kickboxing est un club de bando français qui pratique avant tout les arts martiaux birmans (Thaing): bando (self-défense), naban (lutte birmane) et le lethwei (boxe birmane).
- Meylan Escrime est un club d'escrime, spécialisé dans le sabre. Le club, basé au Gymnase de la Revirée, organise chaque année le tournoi Eurosabre[35]. Ce tournoi, qui fait partie du circuit sabre européen cadet pour la Coupe d'Europe de Sabre Cadet, a regroupé dans son édition 2022, 142 escrimeurs de 11 pays différents (dont 51 français)[36] et 115 escrimeuses de 11 pays (dont 51 françaises)[37]. Le club possède aussi une équipe handisport en plus des 8 groupes d'âge[38]. Le 5 juin 2022, Meylan Escrime a organisé les Championnats de France de Sabre de moins de 23 ans, et a remporté ce titre avec une victoire 45 à 42 contre la seconde équipe d'Orléans[39],[40].
- La Tronche Meylan Basket, abrégée en LTBM est un club de basketball qui regroupe les communes de Meylan, La Tronche et Corenc. Le siège du club est situé à Corenc mais l'un des 3 gymnases utilisés se trouve à Meylan. Le club a 12 équipes d'âge, qui concourent au niveau régional. Le LTBM possède aussi une école d'arbitrage et une "Mini-école" pour les garçons âgés de 6 à 10 ans[41].
- Le Club de baseball Grenoble Grizzlys utilise le terrain de baseball situé dans le parc de l'Île d'Amour, au sud de Meylan. Les Grenoble Grizzlys sont composés de 7 équipes, de U6 à Senior. Ces derniers jouent au niveau régional[42].
- De même, le BMX Club de Grenoble[43], fondé en 1982, utilise le terrain de BMX du parc de l'Île d'Amour[44].
- Le club de football des communes de Meylan, La Tronche et Corenc, l'Entente Sportive du Rachais (ES Rachais)[45] joue dans le stade Albert Batteux, à Meylan. Créé en 1996, le club se compose de 10 équipes, dont 2 féminines. L'équipe U18 hommes, qui est la mieux classée, joue en Régional 2[46].

## Économie
Le secteur Inovallée, Terre d'innovation (ex Zone pour l'Innovation et les Réalisations Scientifiques et Techniques), technopôle de la vallée du Grésivaudan s'étendant jusqu'à Montbonnot-Saint-Martin. Il s'agit de la seule technopole en Europe gérée par une association de chefs d'entreprise.
La commune fait partie de l'aire géographique de production et transformation du « Bois de Chartreuse », la première AOC de la filière Bois en France,.

## Culture locale et patrimoine

### Architecture civile
- Ruines du château Corbeau, du XIIIe siècle[50], dit "Bâtie d'en Haut", par opposition à la "Bâtie d'en Bas", de Champrond, à Saint-Ismier. Il ne subsiste que quelques pans de murs recouverts de végétation. Il doit son nom à Antoine de Corbeau, capitaine de cavalerie, propriétaire du domaine à la fin du XVIIIe siècle.
- Manoir de la Bâtie, dit château de Courville, à Meylan-le-Haut, bâtisse du XVIIIe siècle construite par les Corbeau comme nouvelle demeure de leur famille.
- Château du Bachais, du XVIIe siècle[50], à la famille Masson, reconstruit en 1898 sur le modèle du château de Vizille par la Famille Perier. Couvert d'un toit à la Mansard.
- Château de Rochebelle, du XIXe siècle[50], ancienne propriété de Albert Reymond, Baron de Maurel de Rochebelle (1824-1897)[51]. Alliés à la famille de Cibeins dont une croix perpétue le souvenir à l'entrée du domaine, les Rochebelle ont donné un maire à Meylan.
- Château de Saint-Mury, du XIXe siècle, également appelé château de Maupertuis (du nom du domaine où il fut implanté en 1820, dans un parc remarquable de 76 hectares). Construit par le Comte Ferrier de Montal, il est profondément remanié, en style lombard, à partir de 1866 par son nouveau propriétaire Emile Baudrand, parfumeur. Racheté en 1930 par Albert Cartier-Millon (industriel, pâtes Lustucru), il abrite aujourd'hui Naver Labs Europe[52] après avoir été le centre de recherche européen de l'entreprise Xerox de 1993 à 2017[53].
- Château de Rochasson, construit en 1885 par la famille de Rochebelle près d'une vieille demeure du XVIe siècle[50]. Le château a été construit en pisé pour résister aux vibrations des tirs de canons du fort du Bourcet tout proche (sur la commune de Corenc). Racheté par la ville en 1973 à l'entreprise Total qui y avait installé des colonies de vacances.
- Propriété Gastine, 22 chemin du Bachais, demeure bourgeoise typique du Dauphiné, au sein d'un parc remarquable. Elle abrite depuis 1991 le prieuré Saint Pierre-Julien Eymard, propriété d'une association religieuse.
- Propriété Marmion, à Meylan-le-Haut, ayant appartenu à la famille du compositeur Hector Berlioz qui, enfant, y passait ses vacances.
- Villa des Ombrages, ancienne résidence d'été des évêques de Grenoble, à la limite de La Tronche, parc remarquable.
- Ancien château de la Roseraie, XIXe siècle, détruit en 1970.
- Domaine de l'Hermitage et parc de l'Oratoire, ancienne propriété de la famille de Mortillet. Cèdres remarquables.
- Nombreuses maisons fortes médiévales ayant conservé leurs fenêtres à meneaux.
- Depuis 2003, la Zone d'aménagement concerté des Buclos est labellisée « Patrimoine du XXe siècle » de l'Isère.

Quelques photos de bâtiments historiques
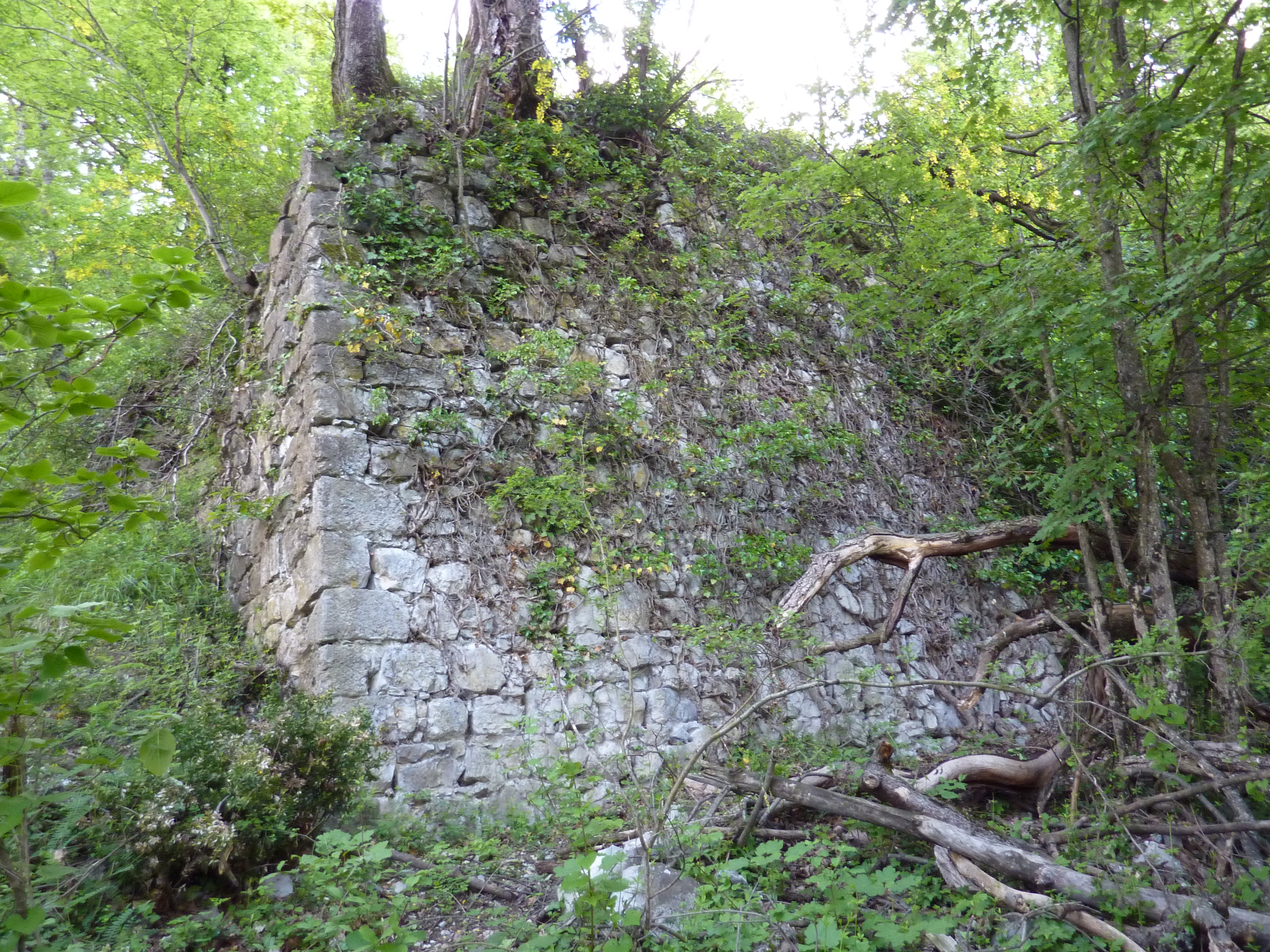
Mur du château Corbeau (XIIIe).
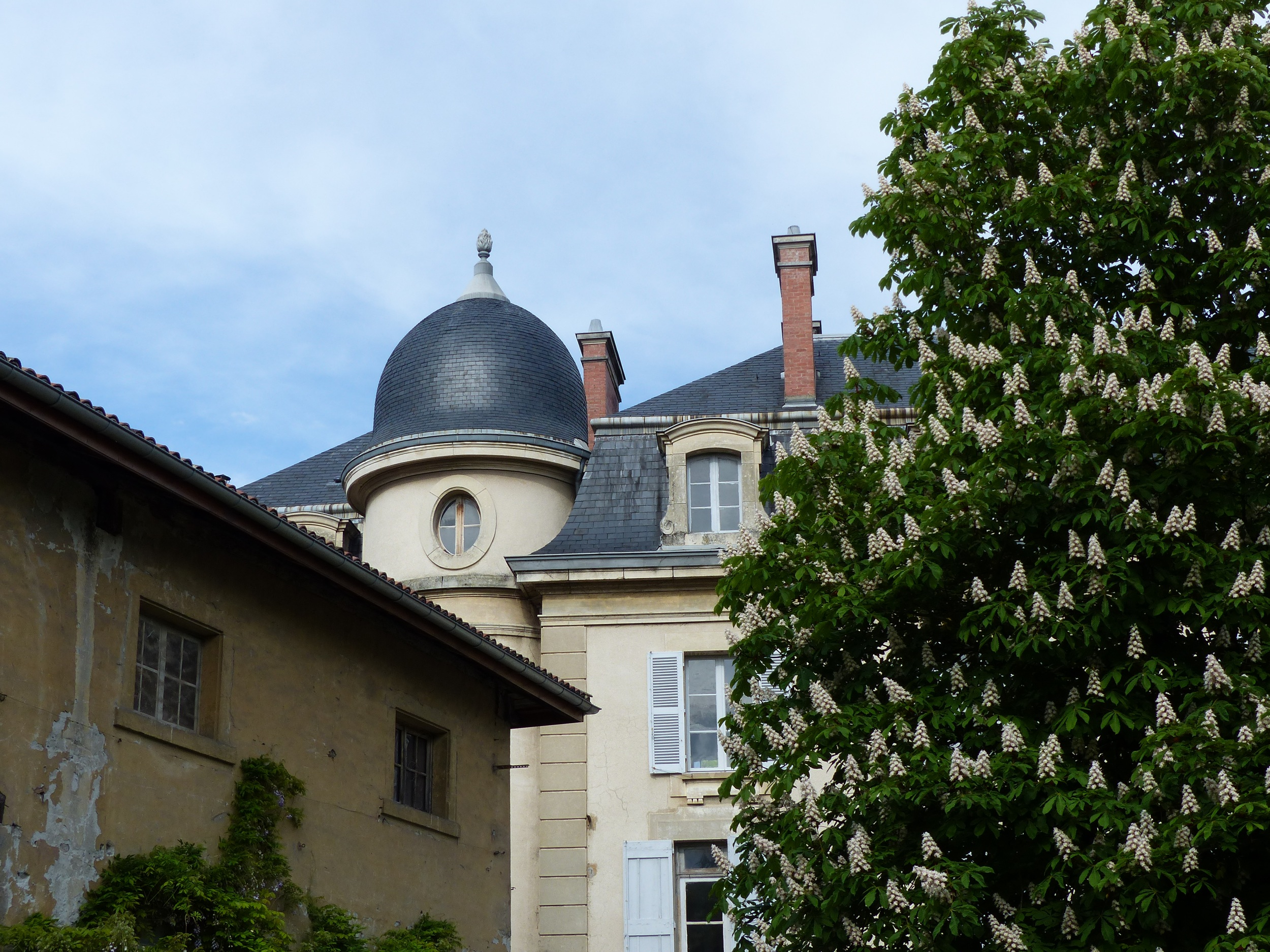
Château du Bachais (XVIIe).
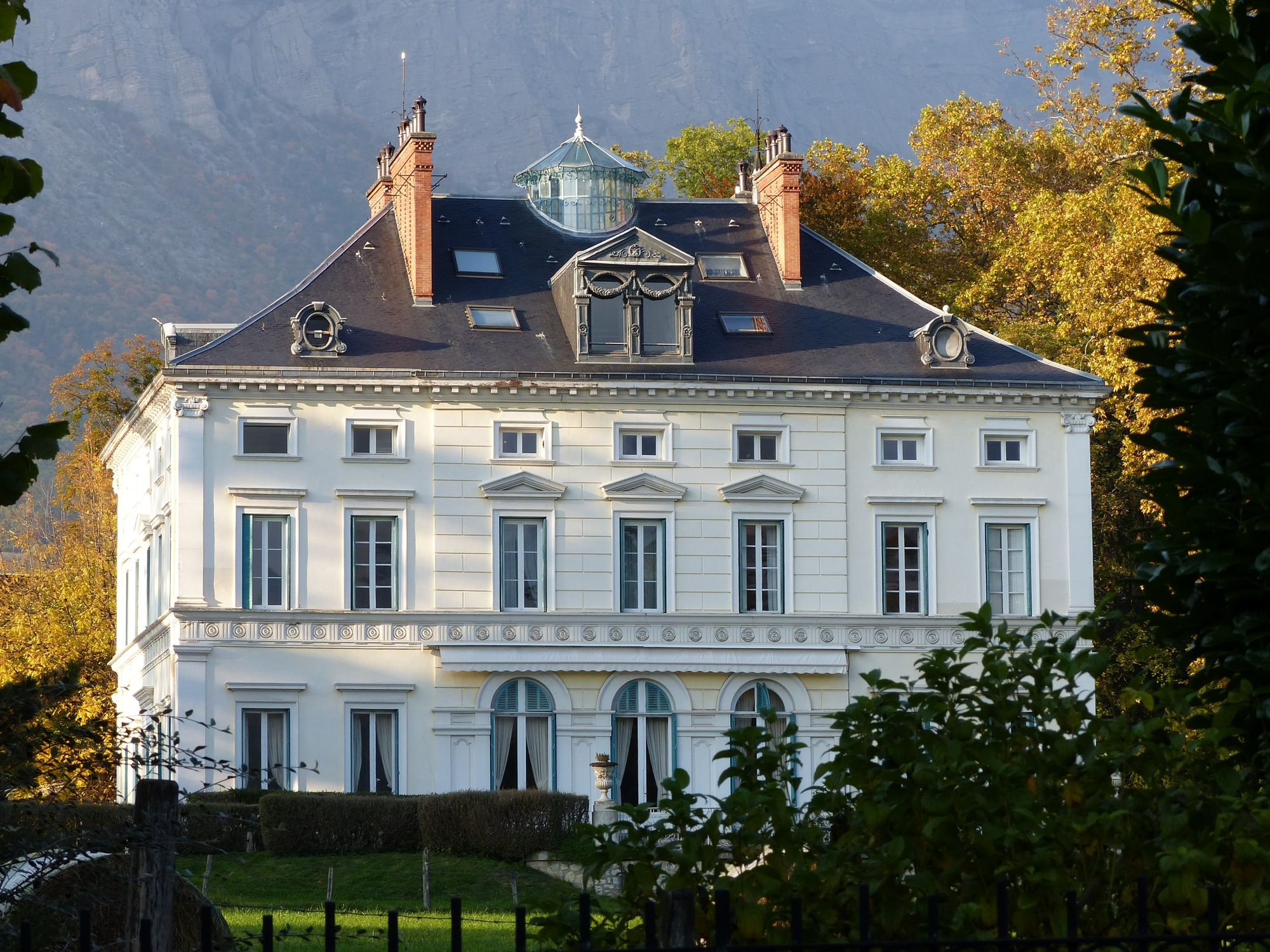
Château de Maupertuis (XIXe).
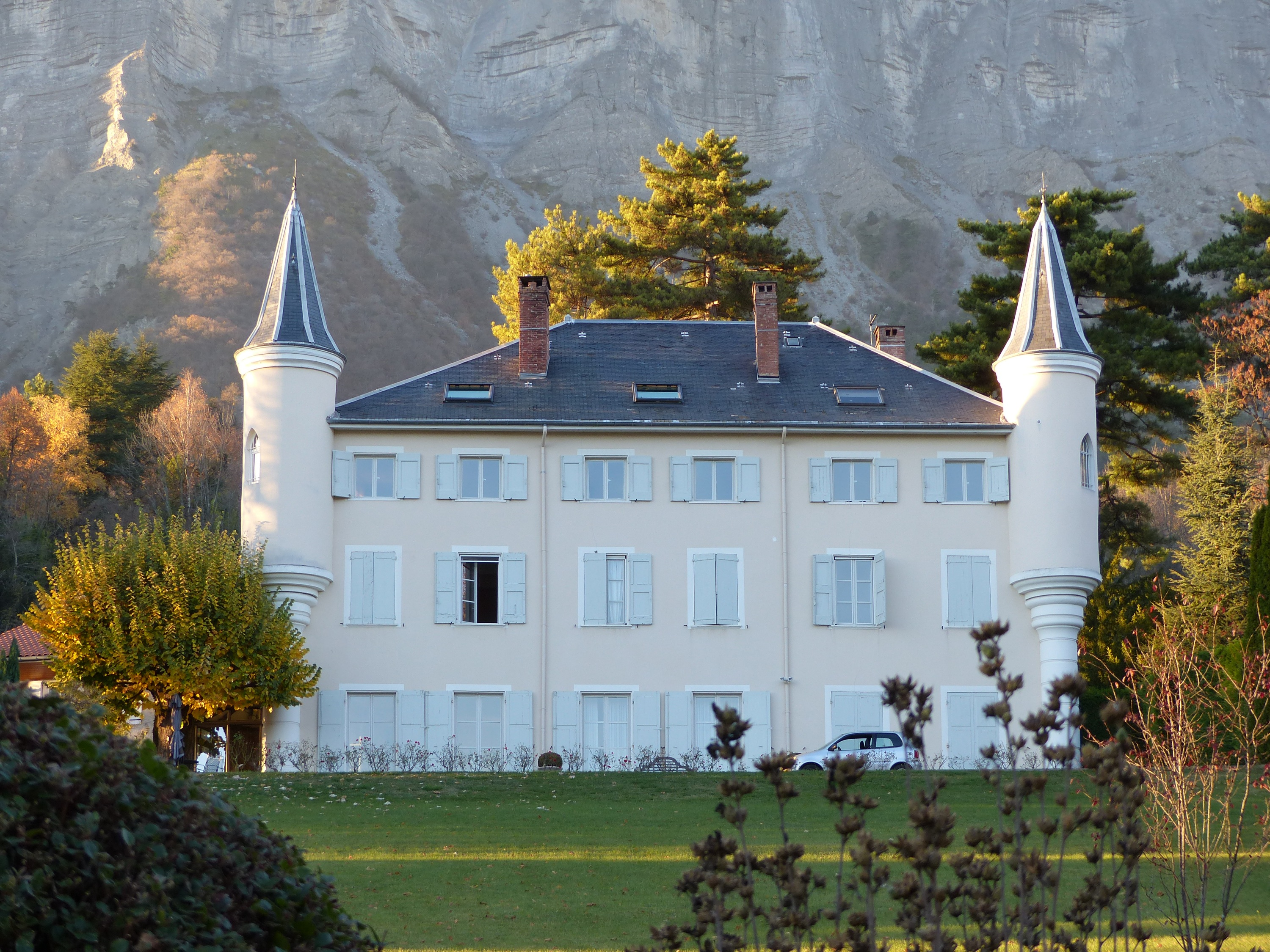
Château de Rochebelle (XIXe).
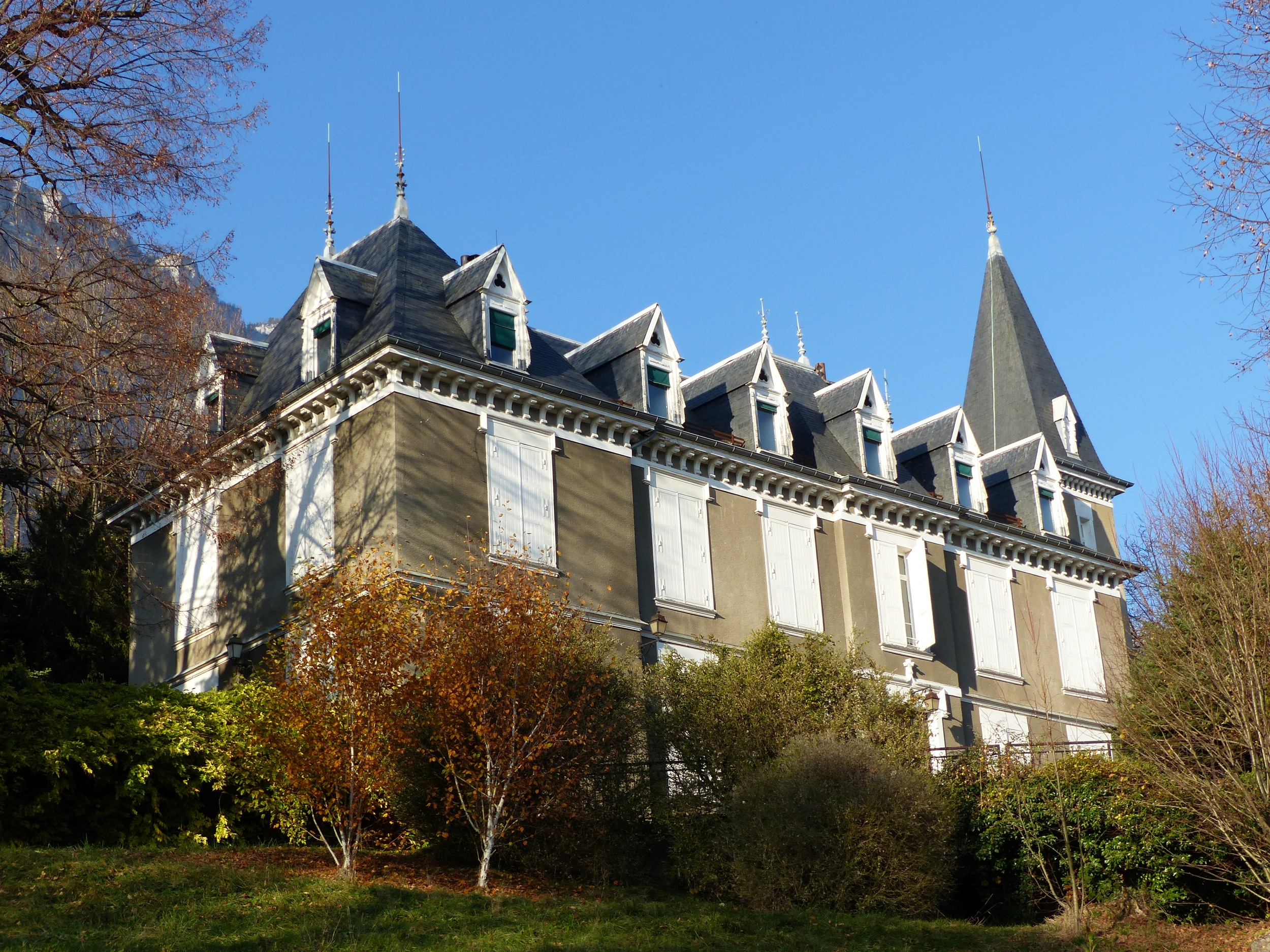
Château de Rochasson (XIXe).
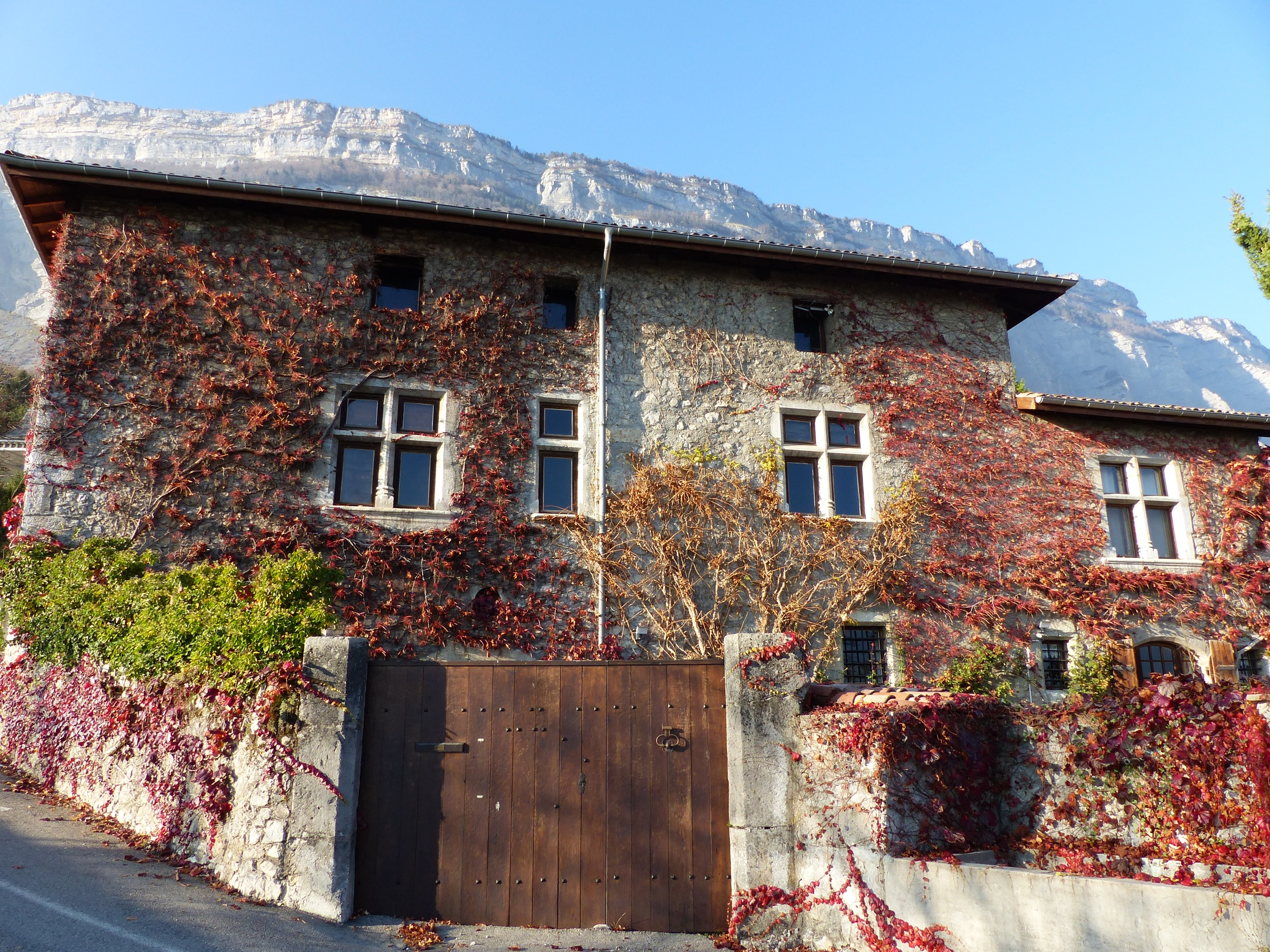
Maison ancienne (fenêtres à meneaux).
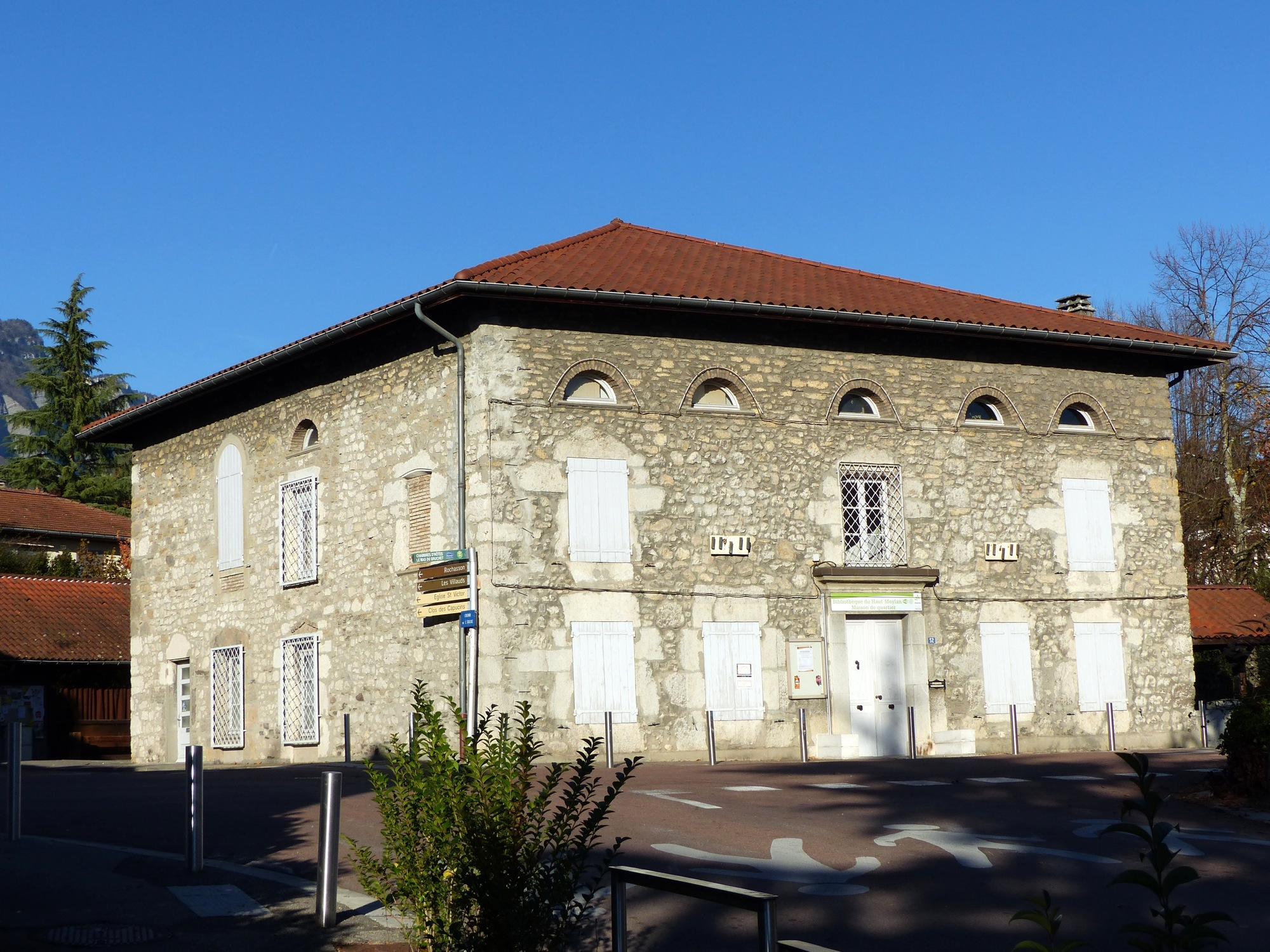
Ancienne mairie de Meylan.

### Architecture religieuse
- Église paroissiale Saint-Victor, à Meylan-le-Haut. Mentionnée dès le XIIe siècle, restaurée et agrandie au XIXe siècle[54] ; elle conserve un chœur du XVe siècle aux piliers sculptés de figures d'animaux. Cimetière ancien.
- Clot des Capucins (XVIIe – XIXe siècle), avec son église de style gothique, inaugurée en 1859. Les bâtiments ont connu de multiples vocations au fil des siècles (Château du Cizerin, couvent de l'ordre des Capucins, hôpital militaire pour les blessés pendant la Première Guerre Mondiale, Grand Séminaire de Grenoble, puis retour des moines capucins. Après le départ définitif des Capucins en 1972 (pour Bouquéron à Corenc), la commune rachète les lieux qui deviennent le siège d'associations, d'un centre aéré et un lieu d'expositions culturelles[55].
- Grand Séminaire de La Tronche, en fait sur la commune de Meylan. Voulue par Mgr Caillot, évêque de Grenoble, dans le fond du parc de la Villa des Ombrages, la construction, interrompue par la Première Guerre mondiale, est achevée en 1925[56]. La grande galerie ouverte sur le parc est de style italien. À la suite de la fermeture du Grand Séminaire en 1969, Mgr Gabriel Matagrin y installe le Centre théologique de Meylan (CTM) et un foyer d'étudiants. Le CTM conserve la bibliothèque du Grand Séminaire (fonds de 40.000 ouvrages, constitué à partir du XVIIe siècle).
- Chapelle Saint-Jean-Bosco, construite en 1932[57] dans le parc de la propriété Gastine, au centre géographique de la commune, pour dédoubler l'église paroissiale, devenue trop petite.
- Église Notre-Dame de Plaine Fleurie, de style moderne.
- Le prieuré de Saint-Eynard, ou de Fayssia, disparu, qui abritait quelques moines en 1244[50]. Quelques ruines sont encore visibles sur le sentier du Pas Guiguet. La cloche du prieuré est à l'église de Biviers.

Quelques photos de lieux de la ville de Meylan
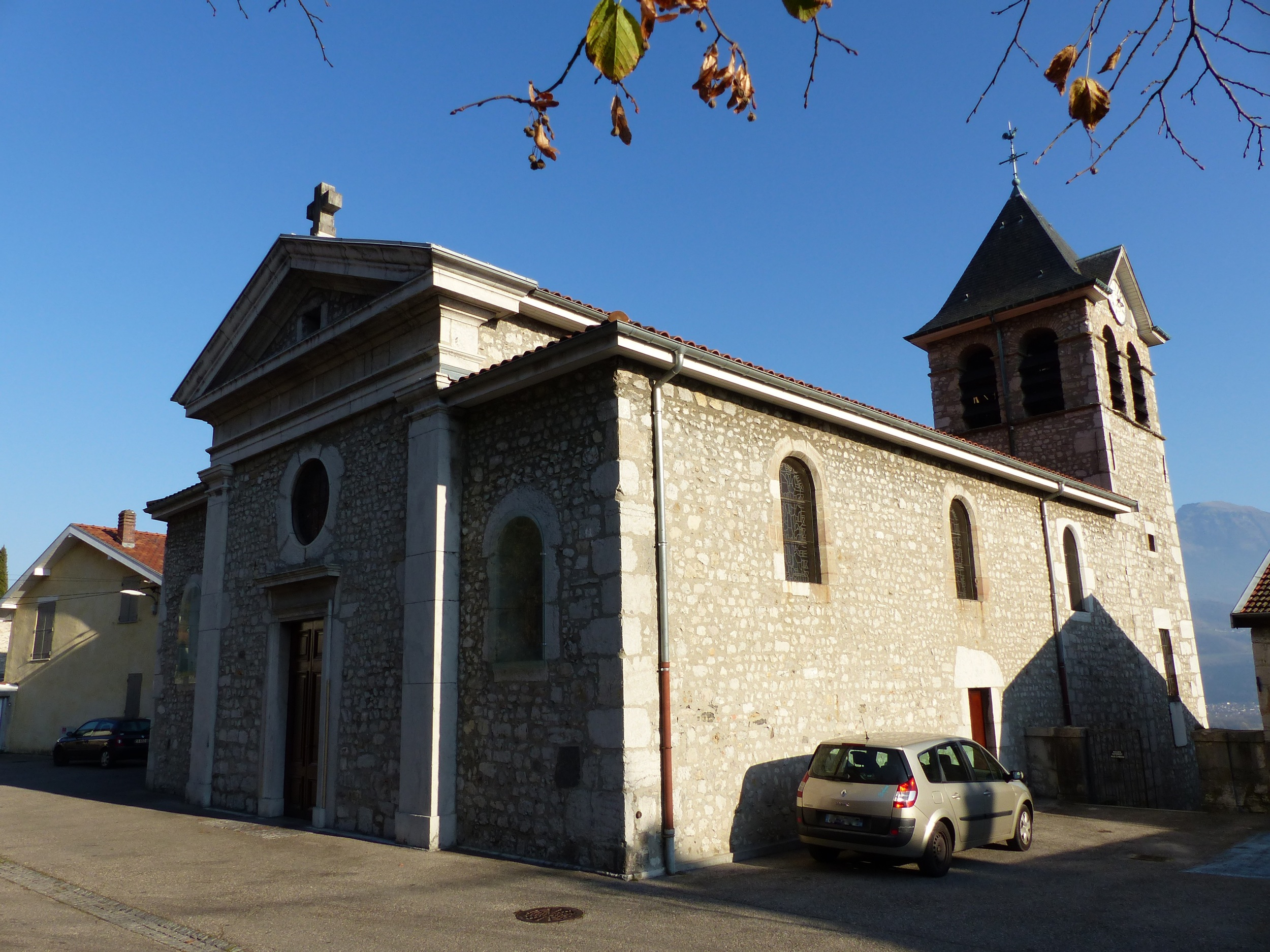
Église Saint-Victor (XIXe).
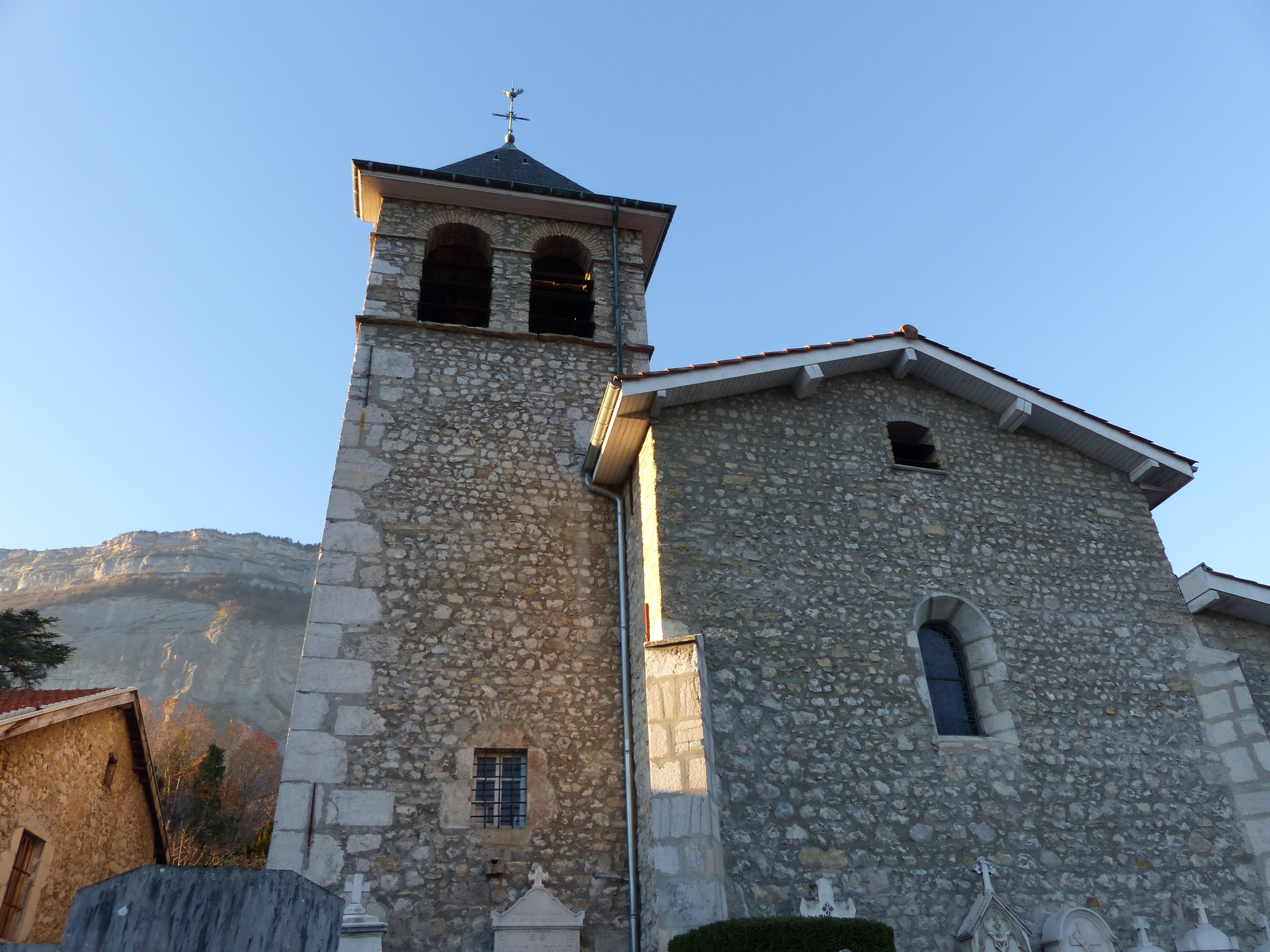
Clocher de Saint-Victor (1820).
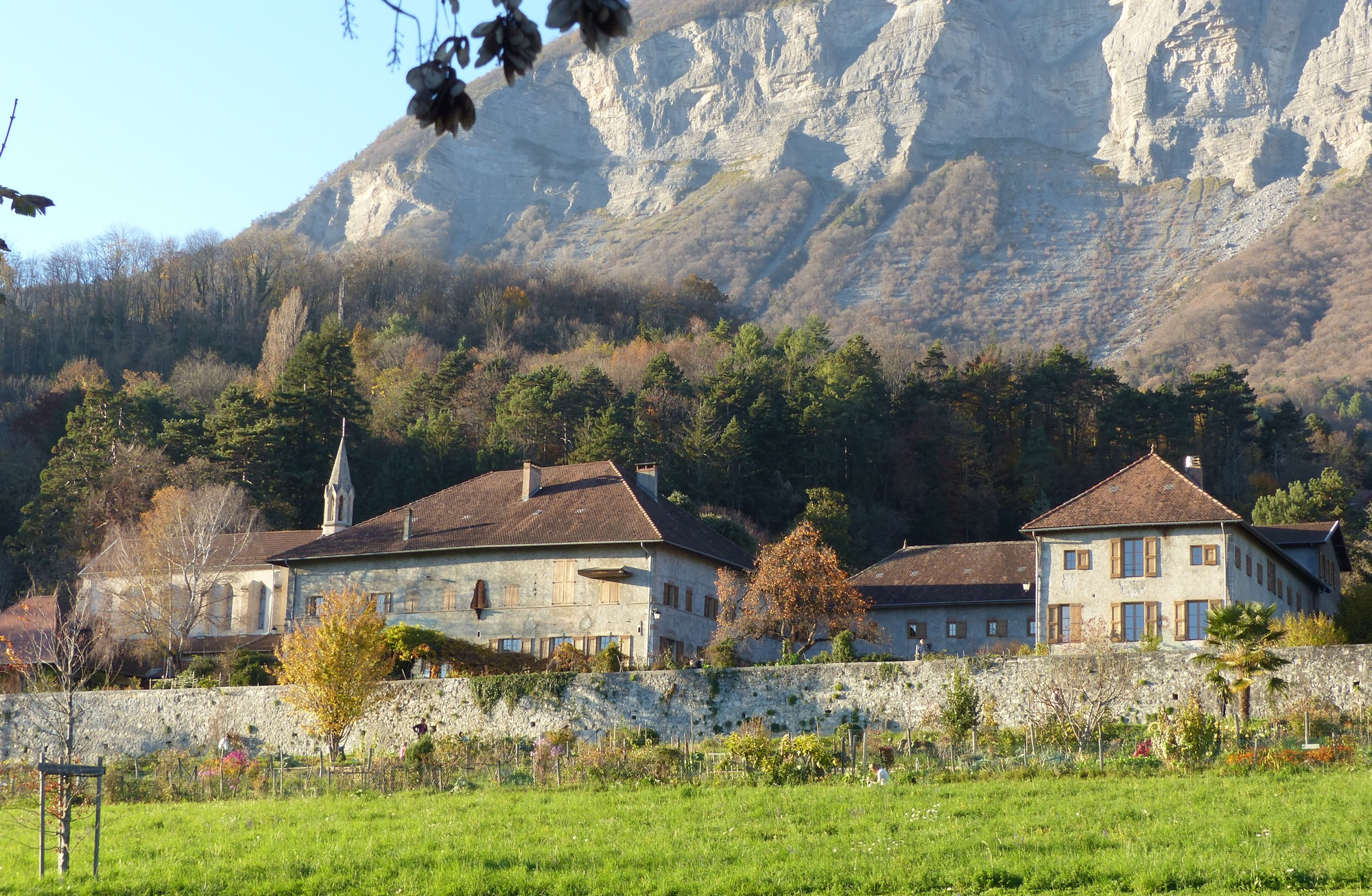
Clos des Capucins.
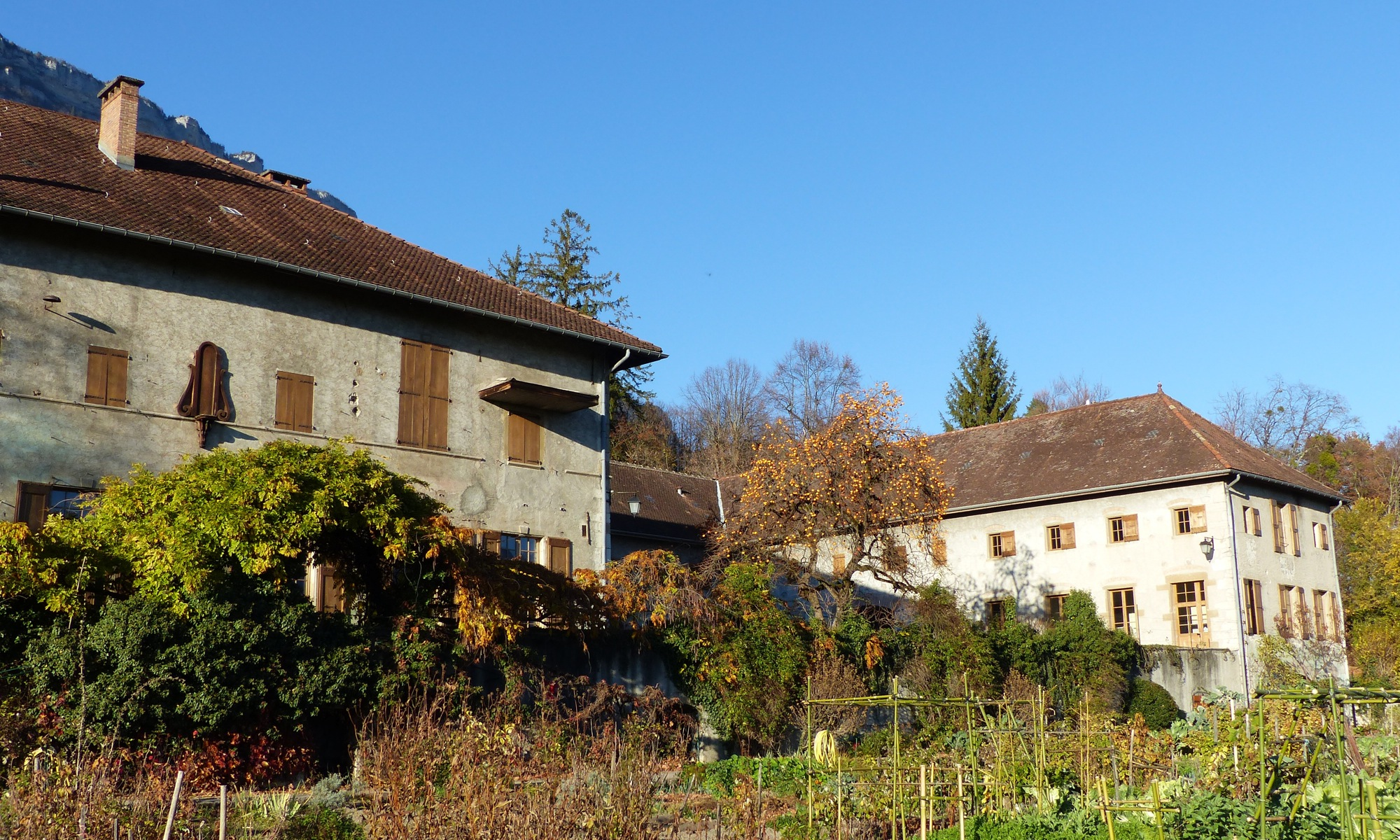
Clos des Capucins.
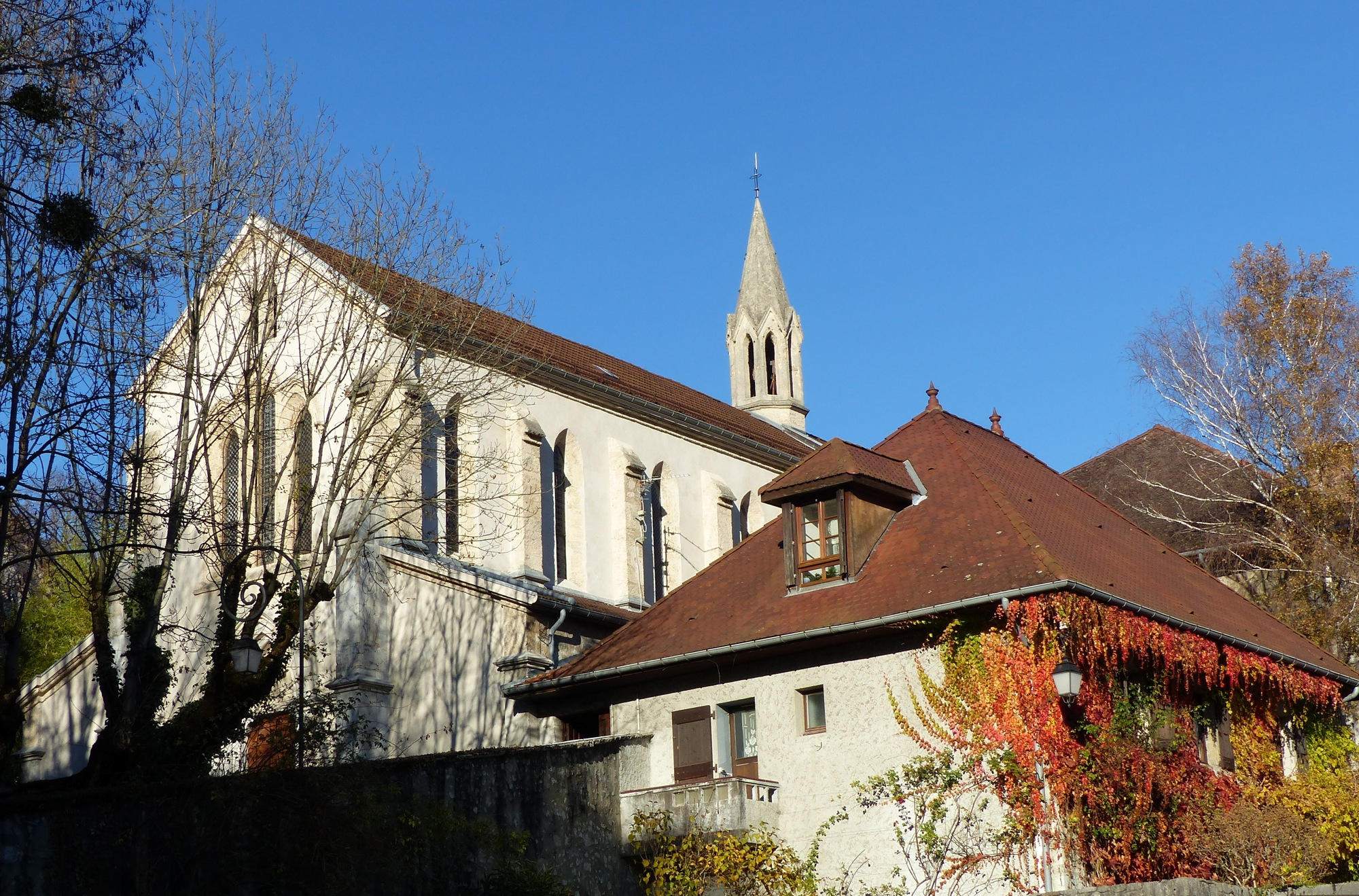
Église du Clos des Capucins.
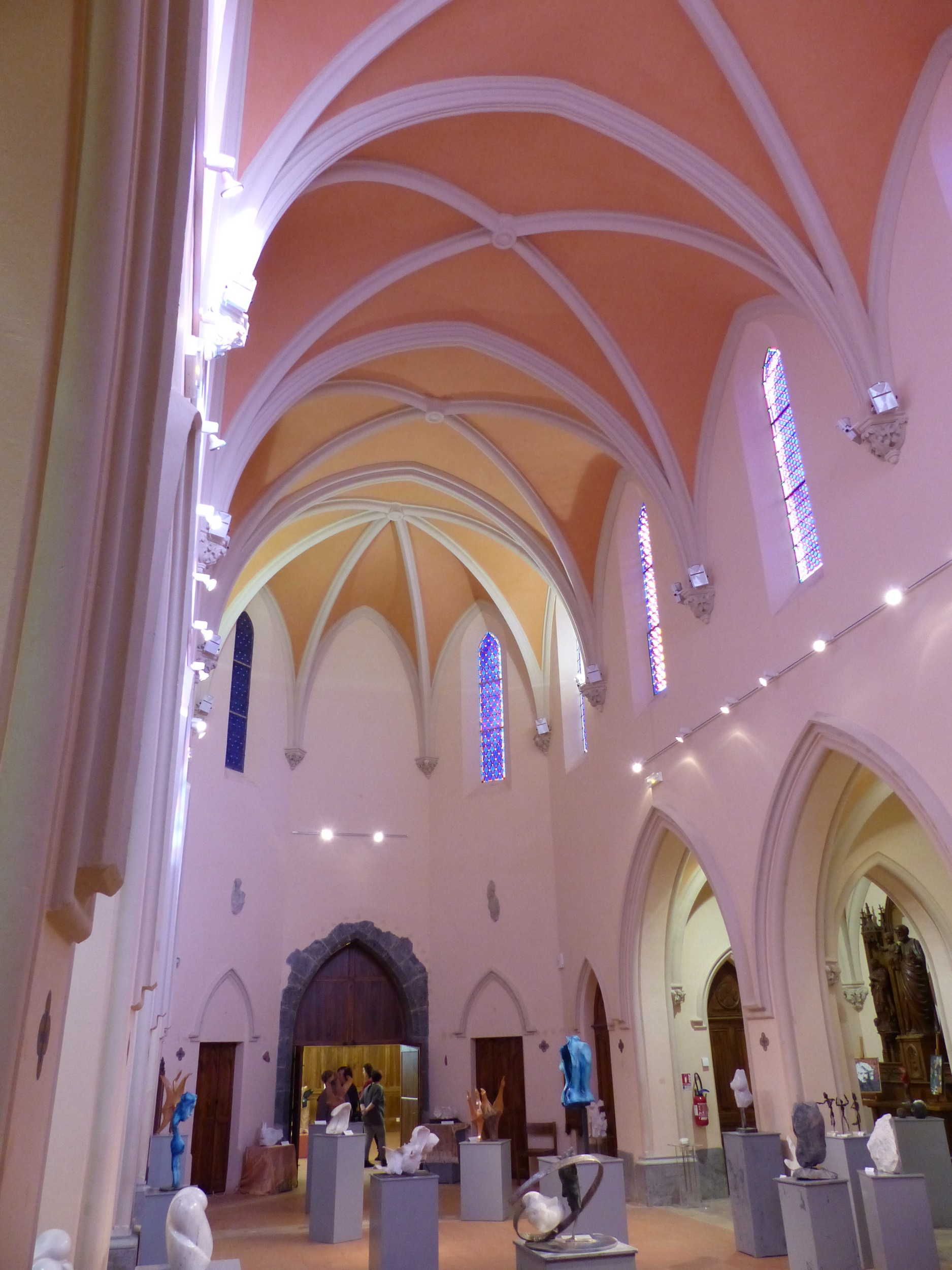
Intérieur de l'église des Capucins.
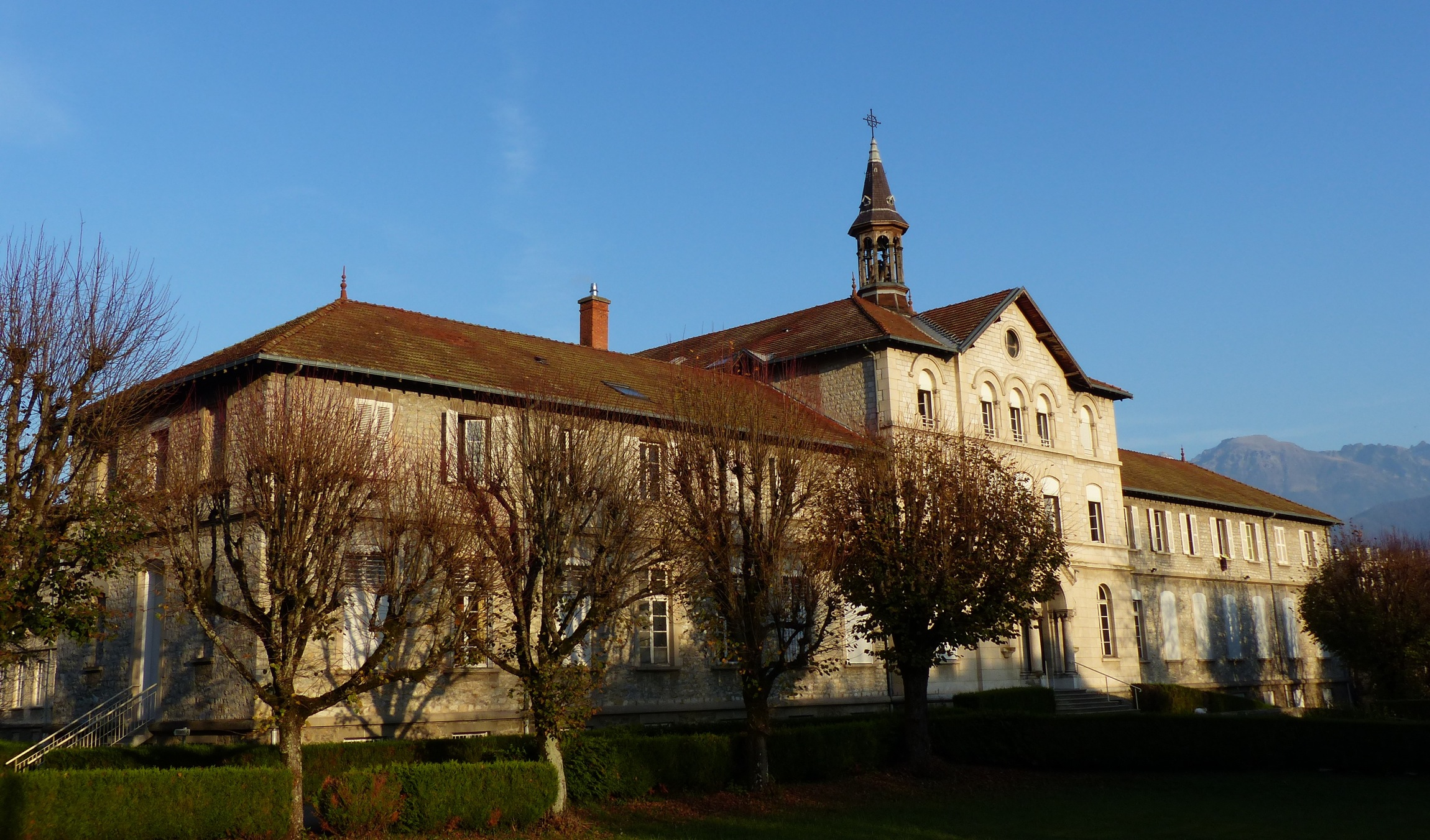
Centre théologique de Meylan (1925).
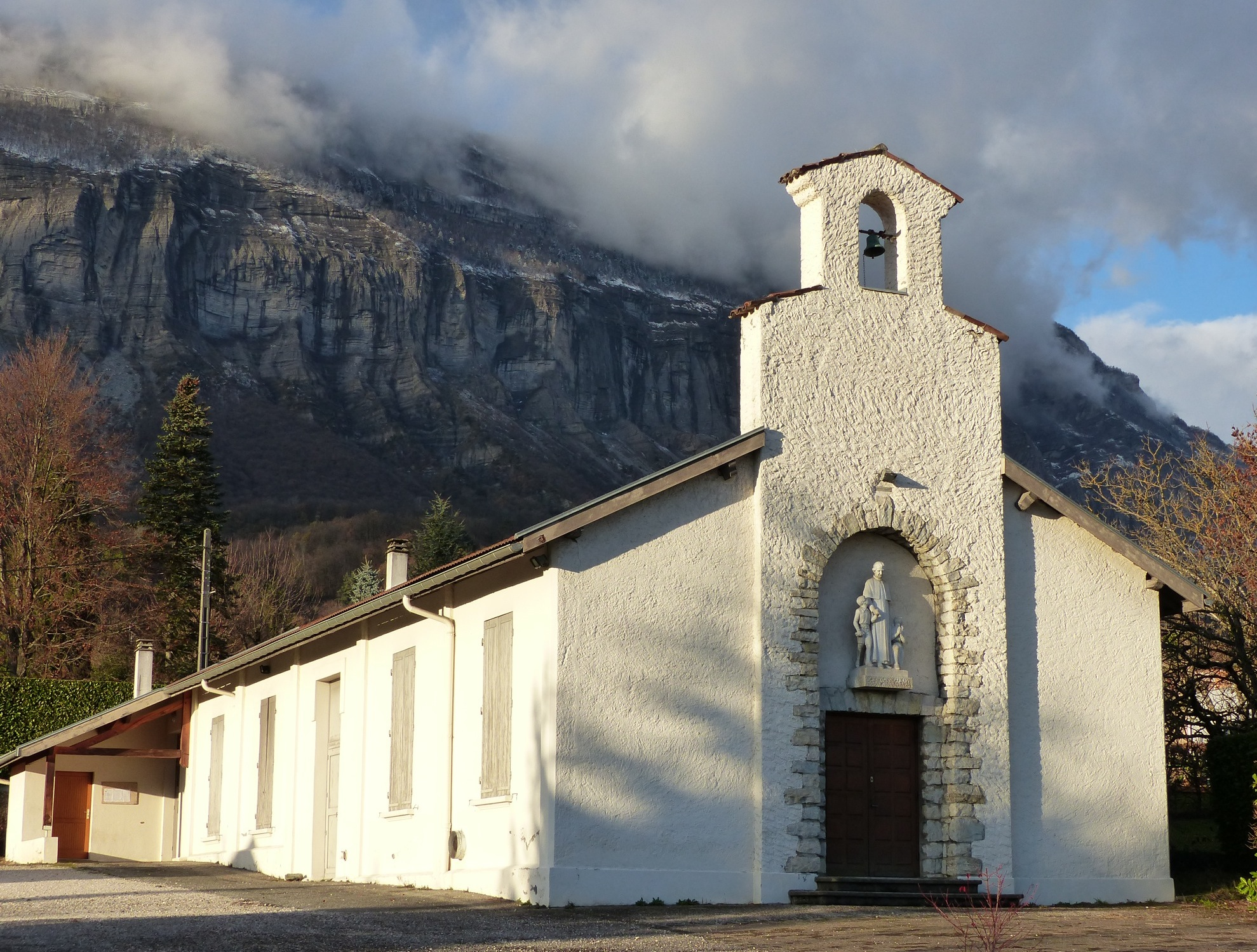
Chapelle Saint-Jean-Bosco.

### Lieux culturels
La ville possède une scène nationale, l'Hexagone, quatre bibliothèques : Béalières, Grand-Pré, Haut-Meylan et Mi-Plaine, mais également deux écoles de musique. La première, municipale, est le Centre d'enseignement musical de la Ville de Meylan (CEMVM), devenu conservatoire à rayonnement Communal (CRC), siégeant au sein de la Maison de la Musique et où l'on enseigne la plupart des instruments. La seconde, associative, est l'espace musical Gaston-Baudry, où l'on enseigne les instruments de l'orchestre d'harmonie depuis de nombreuses années. Elle est aussi localisée à la Maison de la Musique.

### Patrimoine naturel

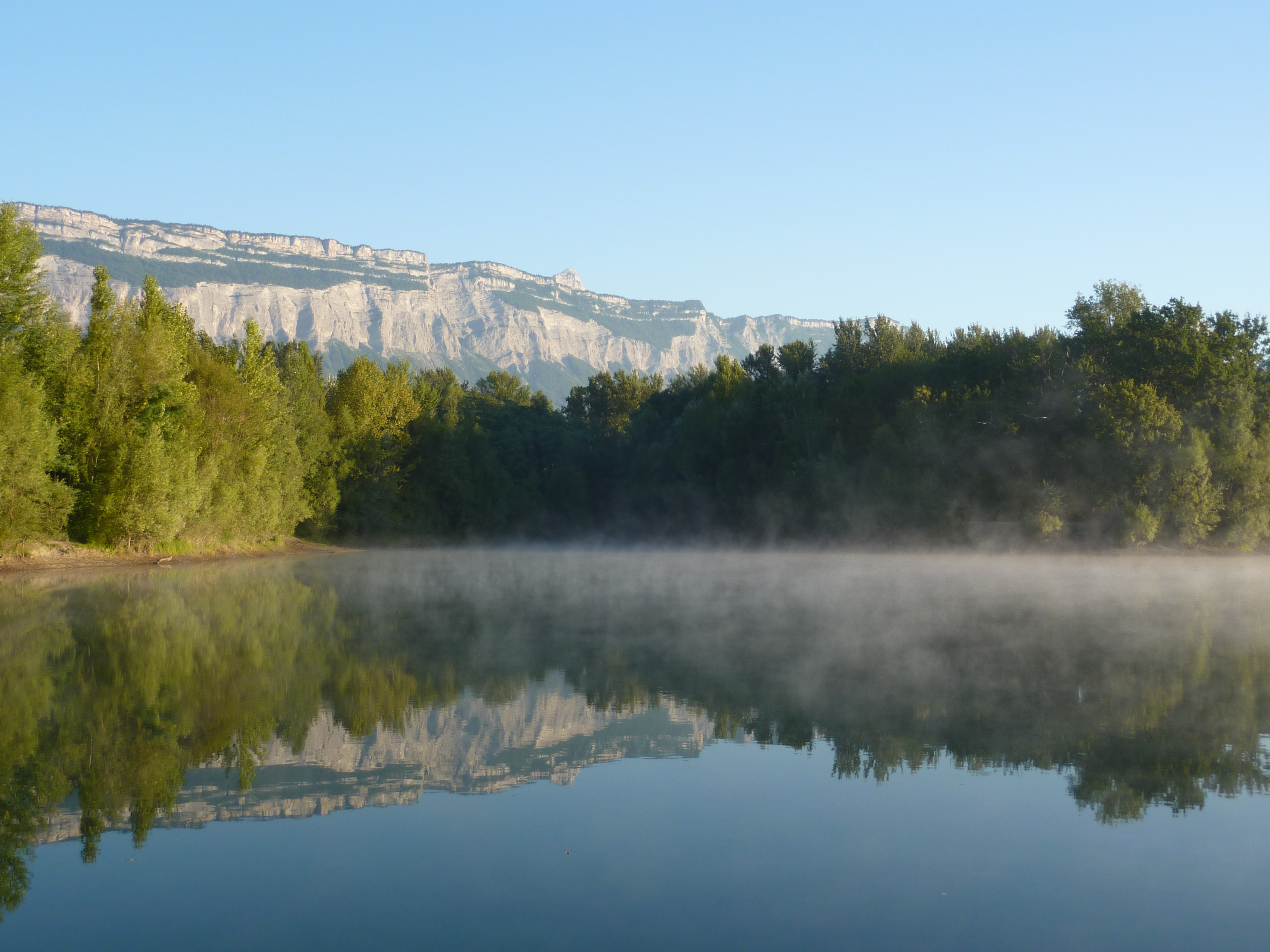
Le lac de la Taillat, tôt le matin.

- Espace naturel sensible de la Boucle de la Taillat[59]
- les méandres de l'Isère
- Les pentes du Mont-Saint-Eynard
- Fontaine ardente[60]

La commune fait partie du parc naturel régional de Chartreuse.

### Espaces verts et fleurissement
En mars 2017, la commune obtient le niveau « une fleur » au concours des villes et villages fleuris, ce label récompense le fleurissement de la commune au titre de l'année 2016.

### Personnalités liées à la commune

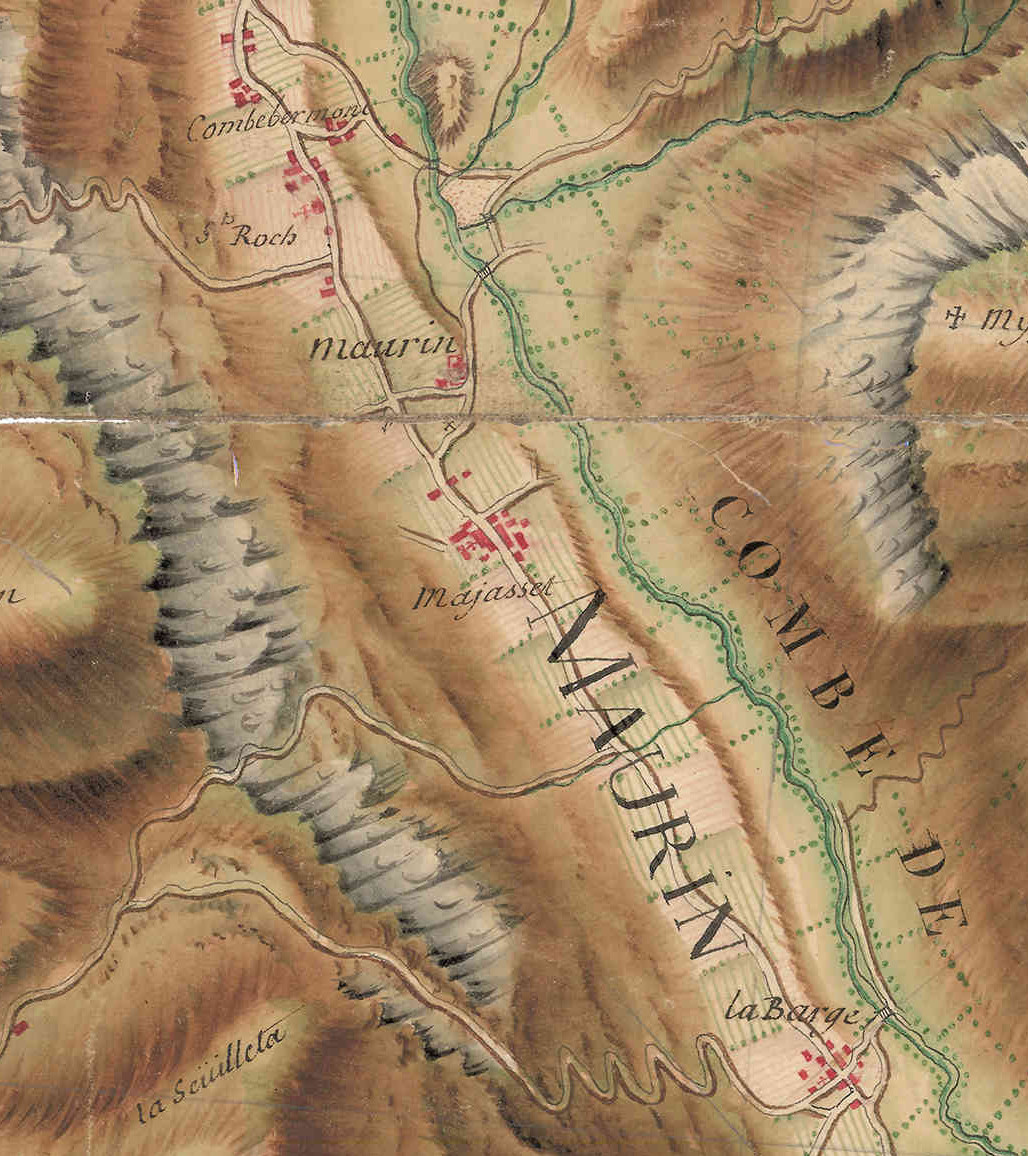
Toutes les cartes des Alpes établies par Bourcet ont un très grand souci esthétique autant que de précision.

- Pierre Joseph de Bourcet grand cartographe est né le 1er mars 1700 et mort le 14 octobre 1780 (à 80 ans) à Meylan. Assurant sa carrière militaire essentiellement dans les Alpes, il a dirigé en 1754 l'établissement de la première carte d'état-major, incroyablement précise. Première carte de massif qui est triangulée (pas grossière mais très précise) 1:14 400e.
- Victor Gérard, homme politique né le 25 juillet 1767 à Meylan (Isère) et décédé le 2 janvier 1848 à Tullins (Isère).
- Louis-Laurent Gabriel de Mortillet, archéologue, naturaliste et ancien député (né à Meylan le 29 août 1821). M. de Mortillet fut l'un des hommes qui ont le plus contribué à la vulgarisation des études préhistoriques en France et publia quelques études dont : Histoire des mollusques terrestres et d'eau douce de la Savoie et du bassin du Léman, Guide de l'étranger en Savoie, Une curieuse étude sur le signe de la croix avant le christianisme, Le préhistorique, antiquité de l'homme, Origines de la chasse, de la pêche et de l'agriculture. Sa principale contribution a concerné la classification et la nomenclature des grandes périodes du Paléolithique. Il propose en 1872 une nouvelle chronologie divisant la Préhistoire en 14 périodes, fondées sur le type d'outils produits par l'homme.
- Estelle Fornier, née Dubeuf, amour d'enfance d'Hector Berlioz avec qui elle passait ses vacances au Haut-Meylan[62].
- Henri Bertini (1798-1876) pianiste virtuose et compositeur. Il est décédé dans sa propriété de Meylan où il s'était retiré durant une quinzaine d'années après sa carrière musicale parisienne.
- Albert Batteux (1919-2003) y avait son domicile (allée de la Roseraie) et enterré. Ses obsèques également ont eu lieu à Meylan en 2003 en présence de nombreuses personnalités du football national. Il a même été question de nommer le nouveau stade de Grenoble, le stade Albert-Batteux, mais c'est finalement stade des Alpes, comme à Turin, qui a été retenu. Le stade de foot de Meylan, dans le quartier des Aiguinards, porte son nom.
- François Gillet (1937 - 2021), maire de 1971 à 1983. Sous ses mandats, la technopôle inovallée a été créée, les quartiers des Buclos et celui des Béalières se sont construits, ainsi que le théatre, scène nationale hexagone (théâtre), la commune a acquis le clos de Capucins et le domaine de Rochasson. Ingénieur et chercheur au laboratoire de glaciologie IGE. Il a dirigé le Pole Alpin des Risques Naturels. Depuis octobre 2021, la bibliothèque des Béalières porte son nom, devenant la Bibliothèque François Gillet / Béalières[63].
- Guy-Pierre Cabanel, maire de 1983 à 1995, sénateur de l'Isère de 1983 à 2001 (président du groupe du Rassemblement des Démocrates Sociaux Européens du Sénat), conseiller général de l'Isère de 1982 à 2008 (1er vice-président du conseil général de 1985 à 1992), député de l'Isère de 1973 à 1981, professeur de médecine, Doyen de la Faculté de médecine de Grenoble, Commandeur de la Légion d'honneur.
- Bernard Soulage, vice-président du conseil régional Rhône-Alpes y a été conseiller municipal de 1977 à 2008.
- Yves d'Anglefort, peintre, vit et travaille à Meylan.
- Marcelle Faber est décédée le 7 janvier 2023 à Meylan[64]. C'était la dernière survivante du réseau de passeurs des pur sang durant la seconde guerre mondiale[65].
- Claudine Françoise Mignot (1624 - 1711), aventurière[50]

### Héraldique, logotype et devise
Blasonnement : Taillé : au premier d'or au dauphin d'azur, crêté, barbé, loré, peautré et oreillé de gueules ; au second d'azur à un atome d'argent; à une barre de gueules ; au chef de sinople accompagné de trois taux minuscules d'argent.